# Liste der Biografien/Mora
Liste der Biografien |
Portal Biografien |
Personensuche
# |
A |
B |
C |
D |
E |
F |
G |
H |
I |
J |
K |
L |
M |
N |
O |
P |
Q |
R |
S |
T |
U |
V |
W |
X |
Y |
Z |
?
 
Ma |
Mb |
Mc |
Md |
Me |
Mf |
Mg |
Mh |
Mi |
Mj |
Mk |
Ml |
Mm |
Mn |
Mo |
Mp |
Mq |
Mr |
Ms |
Mt |
Mu |
Mv |
Mw |
Mx |
My |
Mz
 
Moa |
Mob |
Moc |
Mod |
Moe |
Mof |
Mog |
Moh |
Moi |
Moj |
Mok |
Mol |
Mom |
Mon |
Moo |
Mop |
Moq |
Mor |
Mos |
Mot |
Mou |
Mov |
Mow |
Mox |
Moy |
Moz
 
Mora |
Morb |
Morc |
Mord |
More |
Morf |
Morg |
Morh |
Mori |
Mork |
Morl |
Morm |
Morn |
Moro |
Morp |
Morr |
Mors |
Mort |
Moru |
Morv |
Morw |
Mory |
Morz
Die Liste der Biografien führt alle Personen auf, die in der deutschsprachigen Wikipedia einen Artikel haben. Dieses ist eine Teilliste mit 633 Einträgen von Personen, deren Namen mit den Buchstaben „Mora“ beginnt.

## Mora
- Mora (* 1992), puerto-ricanischer Reggaeton-Produzent Songwriter
- Mora Caldas, Jorge (1928–2021), kolumbianischer Jurist und Historiker
- Mora Cid, Juan (* 1983), chilenischer Filmregisseur und Drehbuchautor
- Mora Díaz, Narciso Martín (* 1942), kubanischer Botschafter
- Mora Fernández, Juan (1784–1854), costa-ricanischer Politiker
- Mora Kpaï, Idrissou (* 1967), beninischer Dokumentarfilmer
- Mora Otero, José (1897–1975), uruguayischer Politiker, Diplomat und Rechtsanwalt
- Mora Porras, José Miguel (1816–1887), Präsident von Costa Rica
- Mora Porras, Juan Rafael (1814–1860), Präsident von Costa Rica
- Mora Sandoval, Jairo (1987–2013), costa-ricanischer Biologe, Umweltaktivist und Tierschützer
- Mora Valverde, Manuel (1909–1994), costa-ricanischer Generalsekretär der „Vanguardia Popular“
- Mora y Aragón, Jaime de (1925–1995), spanischer Schauspieler und GeschäftsmannJaime de Mora y Aragón (1925–1995)

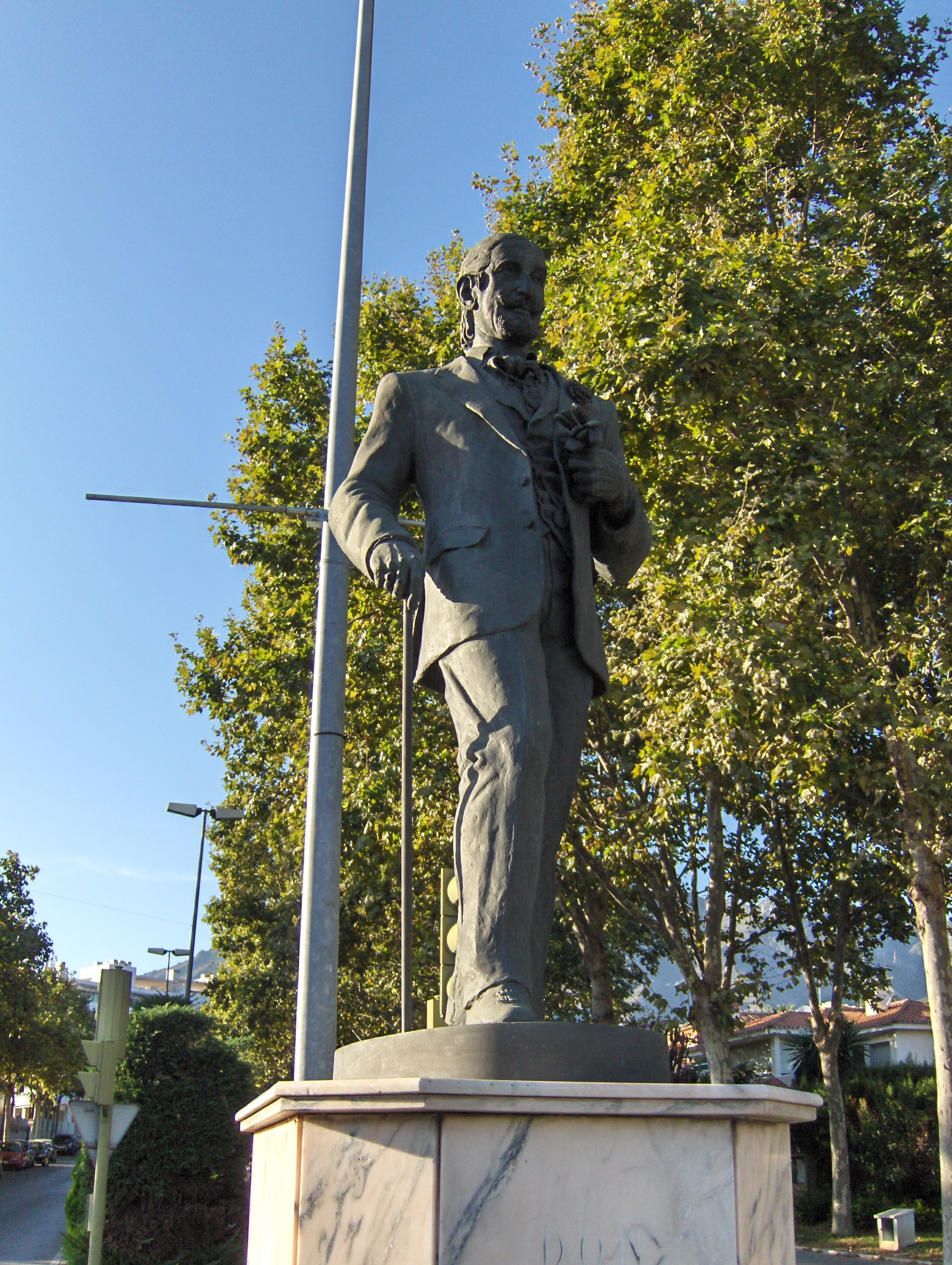
Jaime de Mora y Aragón (1925–1995)

- Mora y Palomar, Enrique de la (1907–1978), mexikanischer Architekt
- Mora, Andrés de la (* 1994), mexikanischer Schauspieler
- Mora, Ángeles (* 1952), spanische Schriftstellerin
- Mora, Arturo (* 1987), spanischer Straßenradrennfahrer
- Mora, Bernardo de (1614–1684), spanischer Bildhauer
- Mora, Bruno (1937–1986), italienischer Fußballspieler
- Mora, Christian (* 1997), italienischer Fußballspieler
- Mora, Constancia de la (1906–1950), spanische Kommunistin und Feministin
- Mora, Cristian (* 1979), ecuadorianischer Fußballspieler
- Mora, Emilio (* 1978), mexikanischer Fußballspieler
- Mora, Felipe (* 1993), chilenischer Fußballspieler
- Móra, Ferenc (1879–1934), ungarischer Schriftsteller, Journalist und Museumskundler
- Mora, Fernando de la (* 1958), mexikanischer Opernsänger
- Mora, Francisco (1922–2002), mexikanischer Grafiker
- Mora, Francisco de (1553–1610), spanischer Architekt
- Mora, Francisco Javier, mexikanischer Fußballspieler
- Mora, Francisco Serapio (1801–1880), mexikanischer Botschafter
- Mora, Georges (1913–1992), australischer Unternehmer, Kunsthändler, Mäzen und Gastronom
- Mora, Isidoro (* 1970), nicaraguanischer Geistlicher, römisch-katholischer Bischof von Siuna
- Mora, Jeidy (* 2004), kolumbianische Leichtathletin
- Mora, Jim L. (* 1961), US-amerikanischer American-Football-Trainer
- Mora, Joaquín (1905–1979), argentinischer Tangopianist, Gitarrist, Bandleader und Komponist
- Mora, Jorge (* 1991), mexikanischer Fußballspieler
- Mora, José (1639–1707), spanischer Geistlicher
- Mora, Juan (* 1989), costa-ricanischer Fußballschiedsrichterassistent
- Mora, Juan Luis (* 1973), spanischer Fußballtorhüter
- Mora, Laura (* 1981), kolumbianische Filmregisseurin und Drehbuchautorin
- Mora, Lola (1866–1936), argentinische Bildhauerin
- Mora, Lorenzo (* 1998), italienischer Schwimmer
- Mora, María Teresa (1902–1980), kubanische Schachspielerin
- Mora, Maxime (* 1984), französischer Badmintonspieler
- Mora, Miguel (1936–2012), spanischer Radrennfahrer
- Mora, Mirka (1928–2018), bildende Künstlerin
- Mora, Naima (* 1984), US-amerikanisches Model
- Mora, Néstor (1963–1995), kolumbianischer Radrennfahrer
- Mora, Nílson Esídio (* 1965), brasilianischer Fußballspieler
- Mora, Octavio (* 1965), mexikanischer Fußballspieler und -trainer
- Mora, Orestes (* 1962), kubanischer Radrennfahrer
- Mora, Patrick (* 1952), französischer Plasmaphysiker
- Mora, Rick (* 1975), US-amerikanischer Schauspieler
- Mora, Rodrigo (* 1987), uruguayischer Fußballspieler
- Mora, Rodrigo (* 2007), portugiesischer Fußballspieler
- Mora, Sebastián (* 1988), spanischer Radrennfahrer
- Mora, Sergio (* 1980), US-amerikanischer Boxer
- Mora, Simon (* 1977), deutscher Schauspieler, Synchronsprecher, Synchronregisseur, Dialogbuchautor und Underground-Filmemacher
- Mora, Terézia (* 1971), ungarische Schriftstellerin, Drehbuchautorin und Übersetzerin
- Mora, Ute (1945–2003), deutsche SchauspielerinUte Mora (1945–2003)

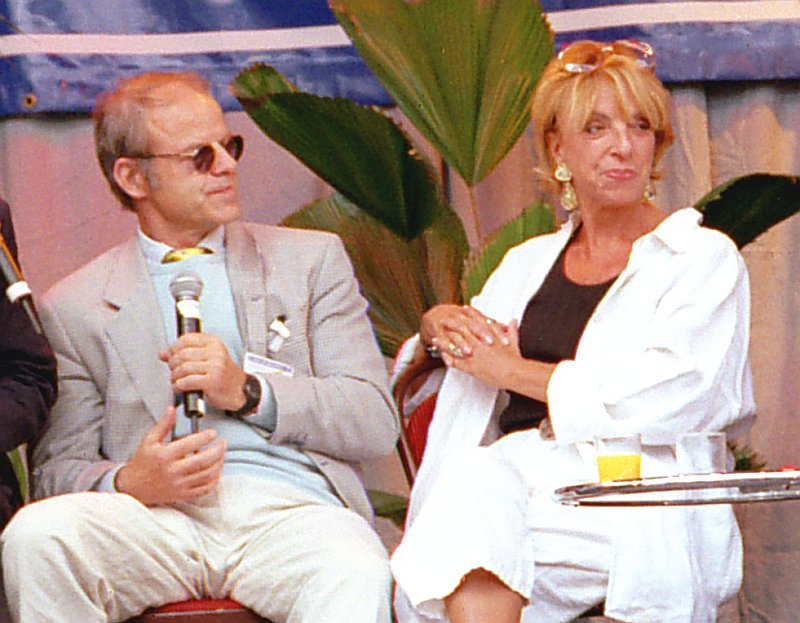
Ute Mora (1945–2003)

- Mora, Víctor (1931–2016), spanischer Autor und Comicautor
- Mora, Víctor (* 1944), kolumbianischer Leichtathlet
- Mora, Vinzenz (1922–2021), französischer Ordensgeistlicher der Dormitio-Abtei in Jerusalem

### Moraa
- Moraa, Mary (* 2000), kenianische Sprinterin
- Moraa, Salome (* 1998), kenianische Speerwerferin
- Moraa, Sarah (* 2005), kenianische Mittelstreckenläuferin

### Morab
- Morabet, Mohamed (* 1998), deutsch-marokkanischer Fußballspieler
- Morabit, Smail (* 1988), französischer Fußballspieler
- Morábito, Fabio (* 1955), mexikanischer Autor, Dichter und Übersetzer italienischer Abstammung
- Morabito, Ito (* 1977), französischer Industrie- und Produktdesigner
- Morabito, Marco, italienischer Filmeditor und Filmproduzent
- Morabito, Rocco (* 1966), italienisches Mitglied der Ndrangheta
- Morabito, Sergio (* 1963), deutsch-italienischer Dramaturg und Regisseur
- Morabito, Steve (* 1983), Schweizer Radrennfahrer
- Morabito-Kelly, Linda A. (* 1953), US-amerikanische Ingenieurin, entdeckte Vulkanismus auf dem Jupitermond Io

### Morac
- Morac, Philippe, französischer Autorennfahrer
- Moracchioli, Leo (* 1978), norwegischer Rockmusiker und Produzent
- Morace, Carolina (* 1964), italienische Fußballspielerin, Fußballtrainerin und Politikerin
- Morace, Ernest (* 1766), deutscher Kupferstecher
- Morach, Otto (1887–1973), Schweizer Maler
- Moracho, Javier (* 1957), spanischer Hürdenläufer
- Morack, Matthias (* 1962), deutscher Fußballspieler
- Morack, Rico (* 1988), deutscher Fußballspieler
- Moraczewski, Jędrzej (1870–1944), polnischer Politiker; Ministerpräsident Polens (1918–1919)

### Morad
- Morad (* 1999), spanischer RapperMorad (* 1999)

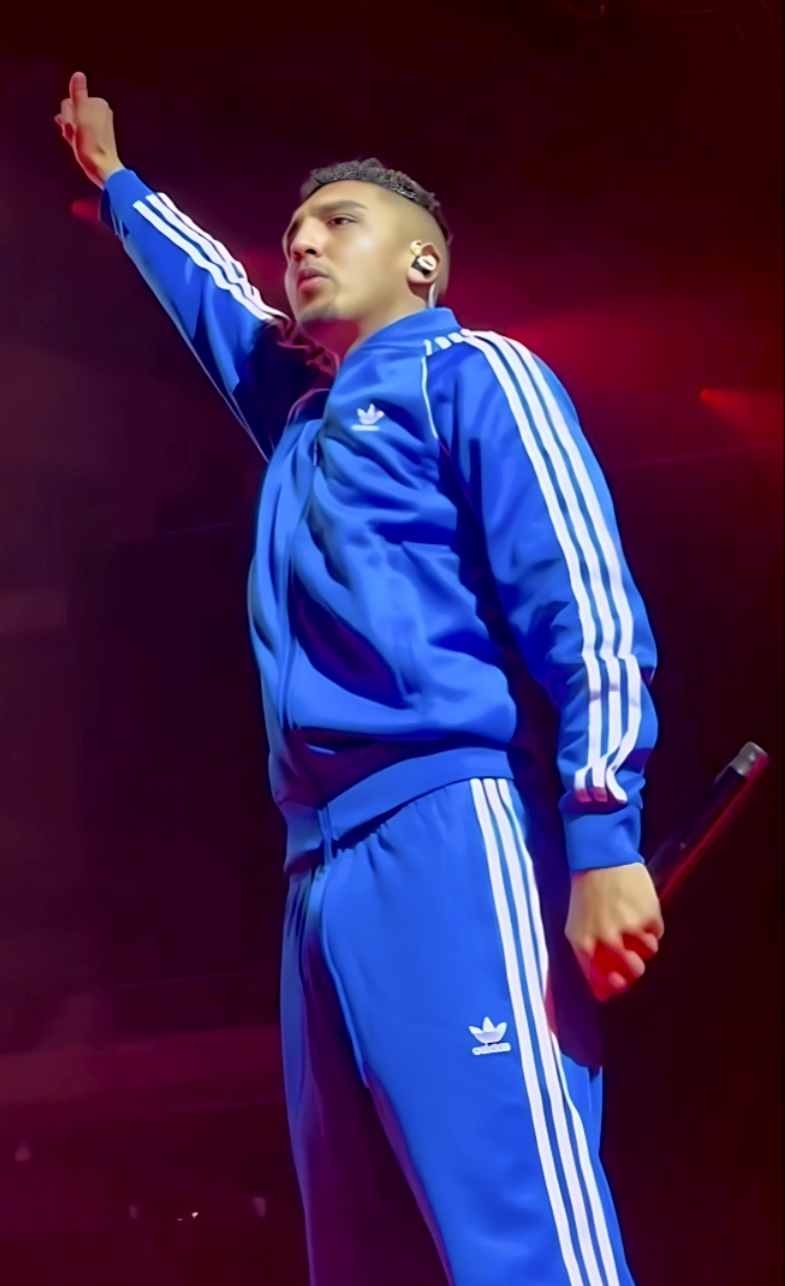
Morad (* 1999)

- Morad, Daniel (* 1990), kanadischer Rennfahrer
- Moradaoğlu, Kağan (* 2003), türkischer Fußballtorhüter
- Moradi, Ali Akbar (* 1957), iranischer Musiker
- Moradi, Amir (* 1990), iranischer Mittelstreckenläufer
- Moradi, Masoud (* 1965), iranischer Fußballschiedsrichter
- Moradi, Sajjad (* 1983), iranischer Mittelstreckenläufer
- Moradi, Shahab (* 1972), iranischer Geistlicher, Prediger und Universitätsdozent
- Moradi, Sohrab (* 1988), iranischer Gewichtheber
- Moradiabadi, Elshan (* 1985), iranischer Schachgroßmeister
- Moradpour, Darius (* 1962), Schweizer Internist
- Moradpour, Mehdi (* 1979), iranisch-deutscher Autor, Dramatiker, Gerichtsdolmetscher und Übersetzer

### Morae
- Morael, Jacky (1959–2016), belgischer Politiker
- Moraes Ferreira, Rogério (* 1994), brasilianischer Handballspieler
- Moraes Filho, Evaristo de (1914–2016), brasilianischer Jurist, Hochschullehrer und Schriftsteller
- Moraes Filho, Ézio Leal (1966–2011), brasilianischer Fußballspieler
- Moraes Sarmento, Maria Olga de (1881–1948), portugiesische Autorin, Dichterin und Feministin
- Moraes Small, Ronald Leslie (1930–1999), brasilianischer Diplomat
- Moraes, Alexandre de (* 1968), brasilianischer Jurist und PolitikerAlexandre de Moraes (* 1968)

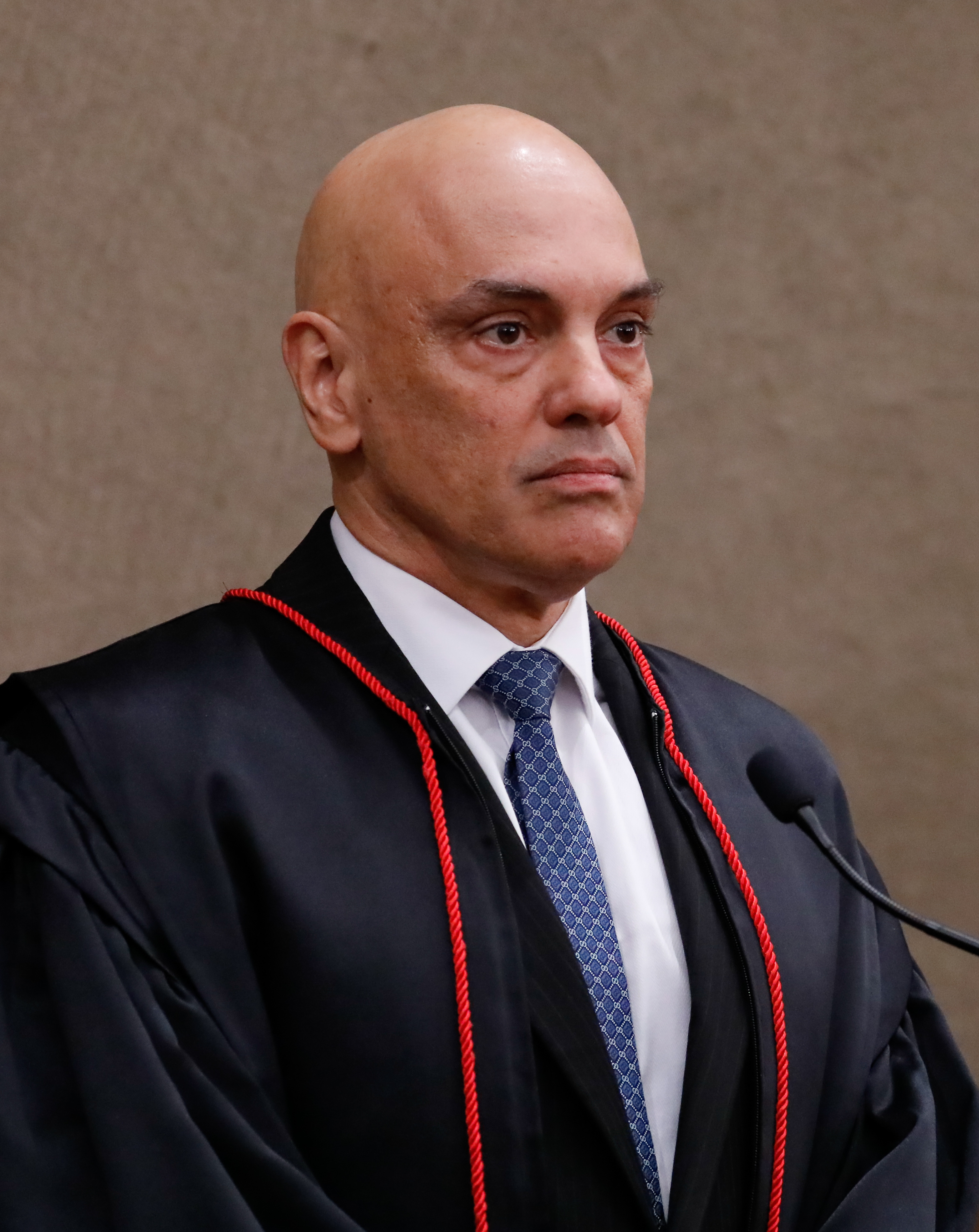
Alexandre de Moraes (* 1968)

- Moraes, Angel (1965–2021), amerikanischer DJ, Remixer und Musikproduzent
- Moraes, Antonio Carlos Robert (1954–2015), brasilianischer Geograf
- Moraes, Antônio Ermírio de (1928–2014), brasilianischer Unternehmer
- Moraes, Antônio Wagner de (* 1966), brasilianischer Fußballspieler
- Moraes, Artur (* 1981), brasilianischer Fußballtorhüter
- Moraes, Basílio de (* 1982), brasilianischer Sprinter
- Moraes, Celso (* 1979), brasilianischer Fußballspieler
- Moraes, Chrigor Flores (* 2000), brasilianischer Fußballspieler
- Moraes, Cicero (* 1982), brasilianischer 3D-Designer
- Moraes, Claude (* 1965), britischer Politiker (Labour Party), MdEP
- Moraes, Consuelo De (* 1968), brasilianische Insektenkundlerin
- Moraes, Davy (* 1997), brasilianischer Volleyballspieler
- Moraes, Dom (1938–2004), indischer Schriftsteller, Poet und Journalist
- Moraes, Drica (* 1969), brasilianische Schauspielerin
- Moraes, Fabiana (* 1986), brasilianische Hürdenläuferin
- Moraes, Fernando de (* 1980), brasilianisch-australischer Futsal- und Fußballspieler
- Moraes, Júnior (* 1987), brasilianischer Fußballspieler
- Moraes, Mario (* 1988), brasilianischer Rennfahrer
- Moraes, Mateus (* 2001), brasilianischer Fußballspieler
- Moraes, Octávio (1923–2009), brasilianischer Fußballspieler
- Moraes, Rodolfo Tito de (* 1997), brasilianischer Fußballspieler
- Moraes, Rubens Borba de (1899–1986), brasilianischer Bibliothekar, Bibliothekswissenschaftler, Bibliophiler
- Moraes, Vinícius (* 1999), brasilianischer Sprinter
- Moraes, Vinícius de (1913–1980), brasilianischer Dichter und Gitarrist
- Morães, Wenceslau de (1854–1929), portugiesischer Diplomat und Schriftsteller
- Moraes, Wesley (* 1996), brasilianischer Fußballspieler

### Morag
- Morag, Shlomo (1926–1999), israelischer Sprachwissenschaftler und Hochschullehrer
- Moraga, Agustina (* 2002), argentinische Speerwerferin
- Moraga, Hugo (* 1952), chilenischer Cantautor
- Moraga, Max (* 2006), chilenischer Leichtathlet
- Moraglia, Francesco (* 1953), italienischer Geistlicher und römisch-katholischer Theologe, Bischof und Patriarch von VenedigFrancesco Moraglia (* 1953)

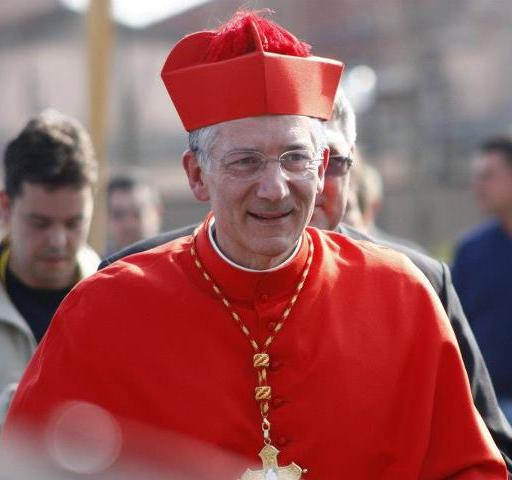
Francesco Moraglia (* 1953)

- Moraglia, Giacomo (1791–1860), italienischer Architekt des Klassizismus
- Moraguès, Pascal (* 1963), französischer Klarinettist und Musikpädagoge

### Morah
- Morahan, Andy (* 1958), britischer Musikvideo- und Filmregisseur
- Morahan, Hattie (* 1978), englische SchauspielerinHattie Morahan (* 1978)

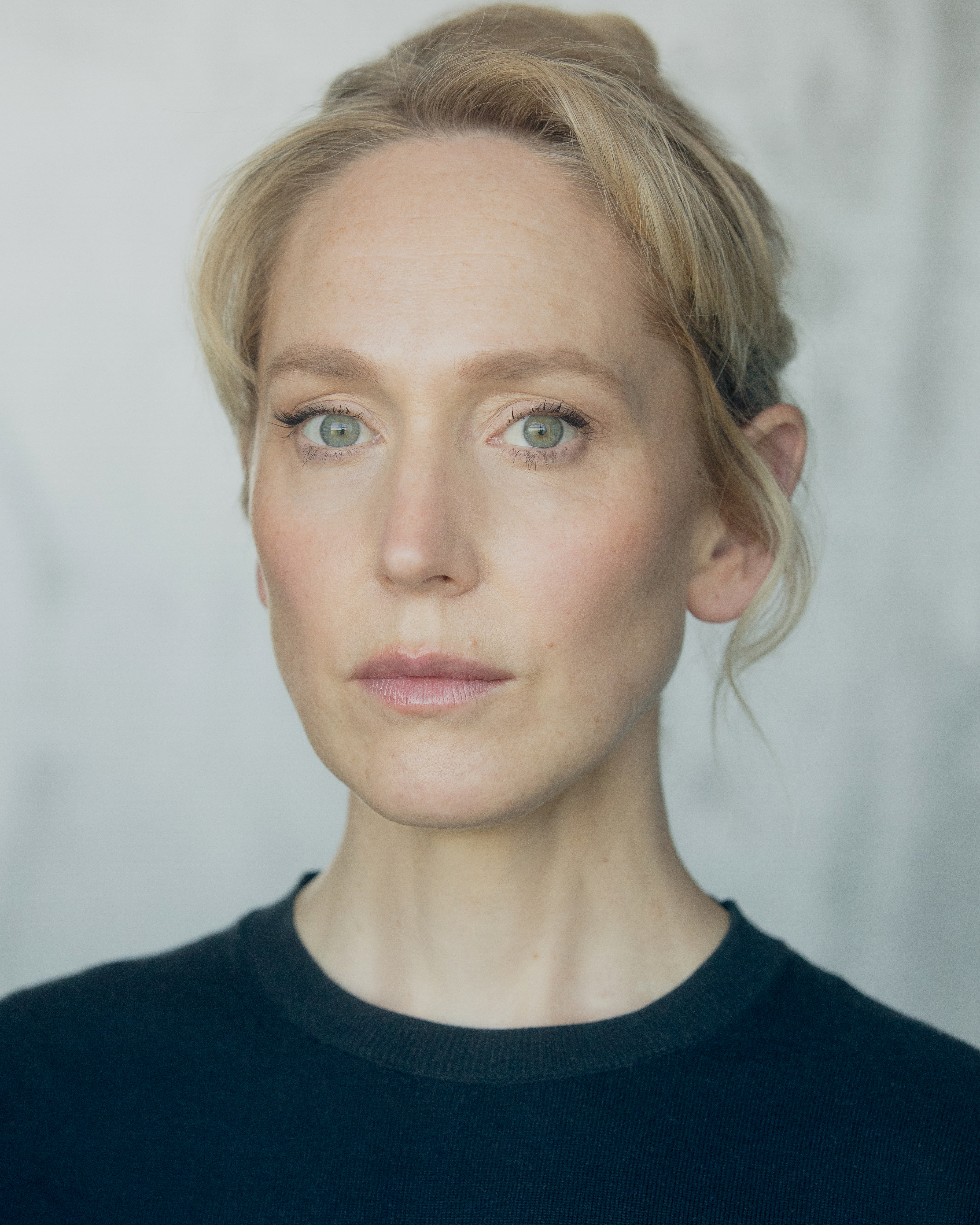
Hattie Morahan (* 1978)

- Morahan, Jim (1902–1976), britischer Filmarchitekt
- Morahan, Tom (1906–1969), britischer Filmarchitekt, Produktionsleiter und Filmproduzent
- Moraht, Adolf (1805–1884), deutscher evangelisch-lutherischer Geistlicher und religiöser Dichter
- Moraht, Hans Ludwig (1879–1945), deutscher Diplomat
- Moraht, Robert (1884–1956), deutscher Marineoffizier und U-Bootkommandant im Ersten Weltkrieg

### Morai
- Morain, François, französischer Mathematiker und Informatiker
- Moraine, Eugène, französischer Autorennfahrer
- Moraing, Mats (* 1992), deutscher Tennisspieler
- Morais Amorim, Manoel (* 1984), brasilianischer Fußballspieler
- Morais Filho, Nascimento (1922–2009), brasilianischer Schriftsteller und Volkskundler
- Morais Foruria, Alberto (* 1976), spanischer Regisseur
- Morais Junior, Luis Carlos de, brasilianischer Hochschullehrer, Philosoph und Autor
- Morais Penido, Geraldo María de (1918–2002), brasilianischer Geistlicher, römisch-katholischer Erzbischof von Aparecida
- Morais Pereira, Isidro de (* 1959), portugiesischer Offizier (Generalmajor)
- Morais Sarmento, Jácome de, portugiesischer Gouverneur von Mosambik und Portugiesisch-Timor
- Morais Silva, António de (1755–1824), brasilianischer Romanist, Lusitanist, Grammatiker und Lexikograf
- Morais Sotero, Kamilla (* 1994), brasilianische Fußballspielerin
- Morais, Andressa de (* 1990), brasilianische Diskuswerferin
- Morais, Davidson de Oliveira (* 1981), brasilianischer Fußballspieler
- Morais, Diego (* 1983), brasilianischer Fußballspieler
- Morais, Djalma Bastos de (1937–2020), brasilianischer Politiker
- Morais, Edgar (* 1989), portugiesischer Schauspieler
- Morais, Filipe (* 1985), portugiesischer Fußballspieler
- Morais, Francisco de († 1572), portugiesischer Romanschriftsteller und Schatzmeister
- Morais, Isaltino (* 1949), portugiesischer Politiker und Jurist
- Morais, João (1935–2010), portugiesischer Fußballspieler
- Morais, João Hipólito de (1924–2004), brasilianischer Geistlicher, römisch-katholischer Bischof von Lorena
- Morais, José (* 1965), portugiesischer Fußballtrainer
- Morais, José Álvaro (1943–2004), portugiesischer Filmregisseur
- Morais, José Francisco de (1950–1999), brasilianischer Fußballspieler
- Morais, Marcus Vinicius de (* 1974), brasilianischer Fußballspieler
- Morais, Néstor (* 1980), uruguayischer Fußballspieler
- Morais, Nuno (* 1984), portugiesischer Fußballspieler
- Morais, Olinda (* 1951), osttimoresische Politikerin
- Morais, Patrícia (* 1992), portugiesische Fußballtorhüterin
- Morais, Prudente de (1841–1902), brasilianischer Politiker
- Morais, Rafael (* 1989), portugiesischer SchauspielerRafael Morais (* 1989)

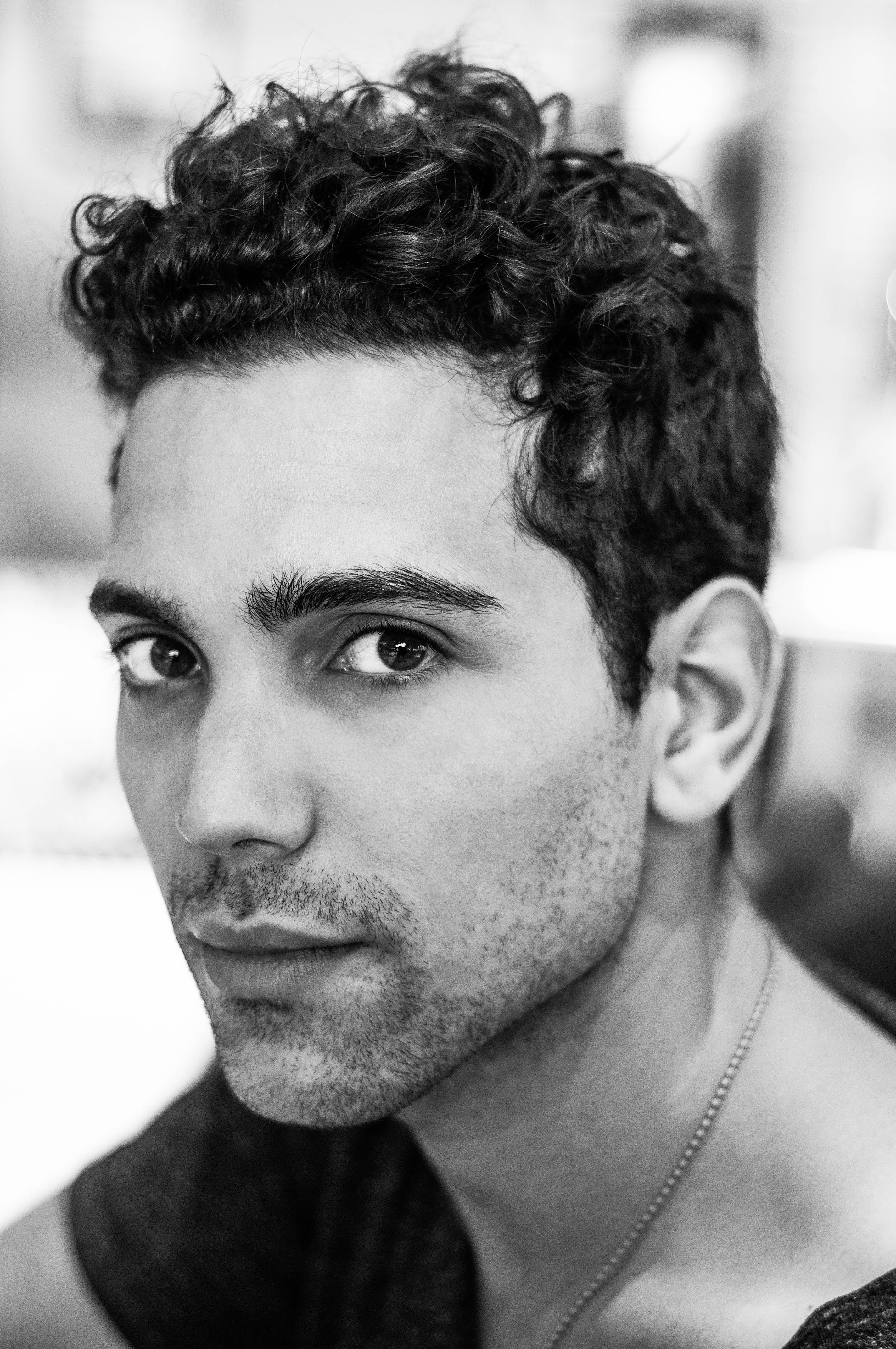
Rafael Morais (* 1989)

- Morais, Silvino Adolfo (1956–2022), osttimoresischer Politiker
- Morais, Tiago (* 2003), portugiesischer Fußballspieler
- Morais, Welington (* 1996), brasilianischer Kugelstoßer
- Morais, William (1991–2011), brasilianischer Fußballspieler
- Moraisi, Ali Mohsen al- (1940–1993), jemenitischer Fußballspieler
- Moraiti, Antonia (* 1977), griechische Wasserballspielerin
- Moraitidou, Evangelia (* 1975), griechische Wasserballspielerin
- Moraitinis, Aristidis (1806–1875), griechischer Politiker und Ministerpräsident
- Moraitinis, Georgios (* 1892), griechischer Sportschütze
- Moraitou, Athanasia (* 1997), deutsch-griechische Fußballspielerin

### Moraj
- Morajko, Jacek (* 1981), polnischer Radrennfahrer

### Morak
- Morak, Franz (* 1946), österreichischer Schauspieler, Sänger und Politiker (ÖVP), Abgeordneter zum NationalratFranz Morak (* 1946)

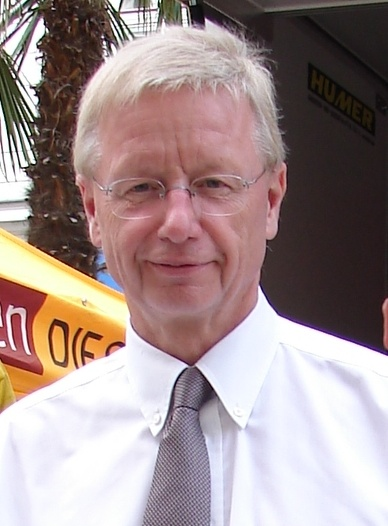
Franz Morak (* 1946)

- Morake, Gontse (* 2001), südafrikanische Hürdenläuferin
- Morakis, Leonidas, griechischer Sportschütze
- Morakis, Nikolaos, griechischer Sportschütze
- Morakschi, Wenzel, niederösterreichischer Militär in Diensten des Kaisers

### Moral
- Moral Antón, Alejandro (* 1955), spanischer Ordensgeistlicher und Generalprior des Augustinerordens
- Moral, Carmen Del (1920–1991), argentinische Sängerin und Schauspielerin
- Moral, Enrique del (1906–1987), mexikanischer Architekt
- Moral, Hans (1885–1933), deutscher Zahnmediziner
- Moral, Juan José (* 1951), spanischer Radrennfahrer
- Moral, Manu del (* 1984), spanischer Fußballspieler
- Morale, Salvatore (* 1938), italienischer Hürdenläufer
- Moraleda y Montero, José de (1750–1810), spanischer Seefahrer und Kartograf
- Moraleda, Amparo (* 1964), spanische Wirtschaftsingenieurin und Managerin
- Moralejo Lasso, Abelardo (1898–1983), spanischer Latinist und Linguist
- Morales Benítez, Otto (1920–2015), kolumbianischer Jurist, Autor und Politiker
- Morales Bermúdez, Francisco (1921–2022), peruanischer Politiker, Präsident Perus (1975–1980)
- Morales Bermúdez, Remigio (1836–1894), peruanischer Politiker; Präsident von Peru (1890–1894)
- Morales Cartaya, Alfredo († 2010), kubanischer Politiker
- Morales Chavarro, Winston (* 1969), kolumbianischer Dichter, Schriftsteller, Journalist und Hochschullehrer
- Morales Claure, Nicole (* 1998), spanische Handballspielerin
- Morales Duque, Rafael (1929–2021), kolumbianischer römisch-katholischer Ordensgeistlicher, Apostolischer Präfekt von Guapi
- Morales Flores, Pedro Andrés (* 1985), chilenischer Fußballspieler
- Morales Galindo, Ricardo Basilio (* 1972), chilenischer römisch-katholischer Geistlicher, Bischof von Copiapó
- Morales Grisales, Fabio de Jesús (1934–2025), kolumbianischer Ordensgeistlicher, römisch-katholischer Bischof von Mocoa-Sibundoy
- Morales Hernández, Agustín (1808–1872), bolivianischer Militär, Politiker und Präsident
- Morales Lemus, José (1808–1870), kubanischer Freiheitskämpfer
- Morales Martínez, Jesús (* 1985), mexikanischer Fußballspieler
- Morales Mendoza, Luciana (* 1987), peruanische Schachspielerin
- Morales Ojeda, Roberto (* 1967), kubanischer Politiker
- Morales Reyes, Luis (1936–2024), mexikanischer Geistlicher, römisch-katholischer Erzbischof von San Luis Potosí
- Morales Ruiz, Juan (* 1953), spanischer Mathematiker
- Morales Sánchez, Héctor Luis (* 1954), mexikanischer römisch-katholischer Geistlicher, Bischof von Netzahualcóyotl
- Morales Torres, Pedro (1932–2000), chilenischer Fußballspieler
- Morales Troncoso, Carlos (1940–2014), dominikanischer Politiker
- Morales Williams, Christopher (* 2004), kanadischer Leichtathlet
- Morales, Alberto (* 1964), mexikanischer Fußballspieler
- Morales, Albino (1940–2020), mexikanischer Fußballspieler
- Morales, Alfredo (* 1952), mexikanischer Fußballspieler und Fußballtrainer
- Morales, Alfredo (* 1990), deutsch-amerikanischer FußballspielerAlfredo Morales (* 1990)

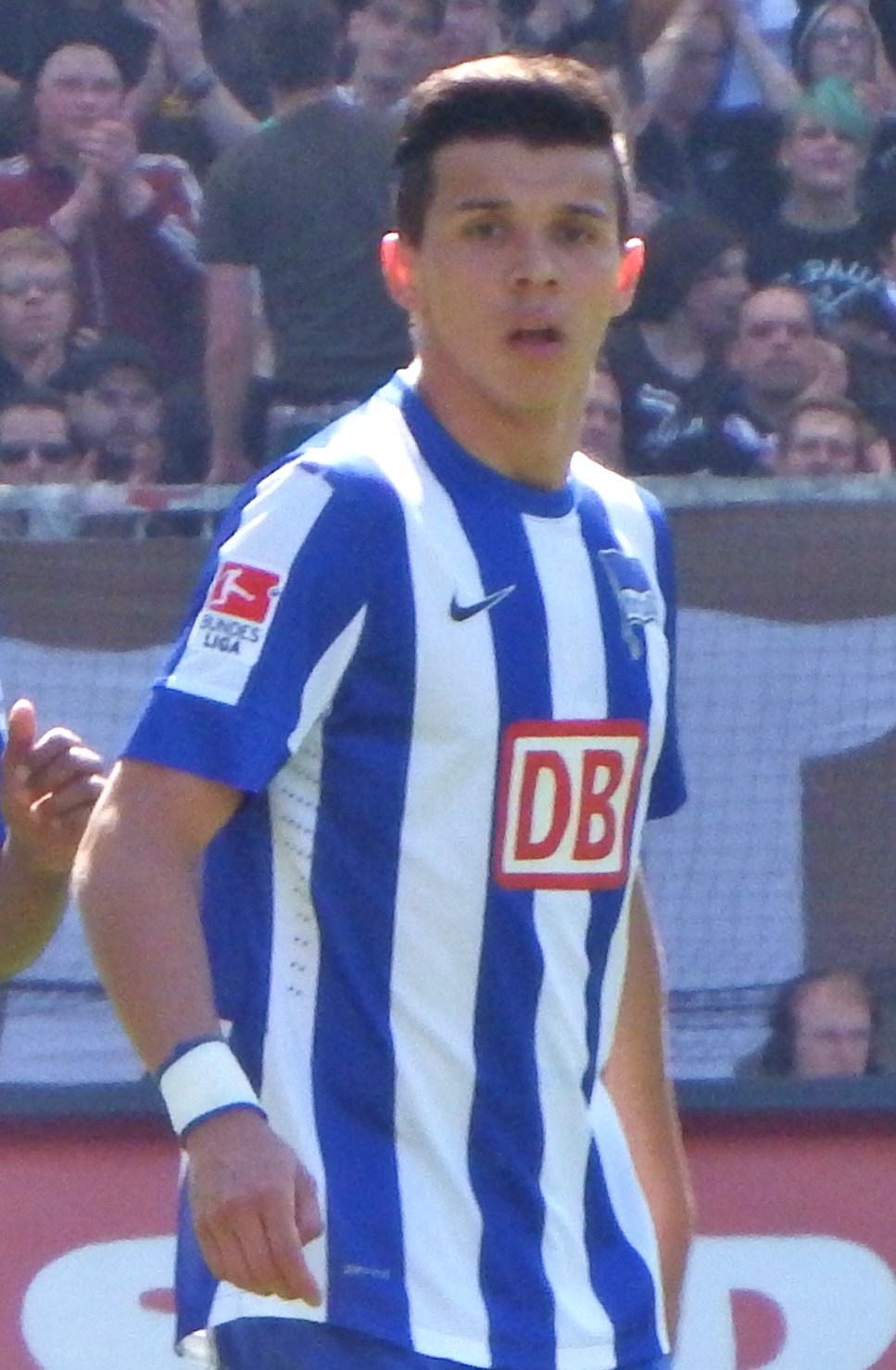
Alfredo Morales (* 1990)

- Morales, Allan (* 1989), costa-ricanischer Straßenradrennfahrer
- Morales, Ambrosio de (1513–1591), spanischer Humanist, Historiker und Antiquar
- Morales, Antonio (1929–2012), chilenischer Fußballspieler
- Morales, Beatriz (* 1981), mexikanische Künstlerin
- Morales, Carlos (* 1968), paraguayischer Fußballspieler
- Morales, Carlos Felipe (1868–1914), dominikanischer Politiker und Präsident der Dominikanischen Republik
- Morales, Carlos María (* 1970), uruguayischer Fußballspieler und -trainer
- Morales, Carlos Mauricio († 1917), spanischer Weinfabrikant und Bürgermeister
- Morales, Carlos Raúl (* 1970), guatemaltekischer Politiker, Außenminister von Guatemala
- Morales, Carmelo (1930–2003), spanischer Radrennfahrer
- Morales, Carmengloria (* 1942), chilenische Malerin
- Morales, Celestino (* 1959), mexikanischer Fußballtorhüter
- Morales, Celiangeli (* 1985), puerto-ricanische Leichtathletin
- Morales, Cristina (* 1985), spanische Autorin, Dramatikerin und Tänzerin
- Morales, Cristóbal de († 1553), spanischer Komponist
- Morales, Daniel (1928–2007), chilenischer Fußballspieler
- Morales, David (* 1961), US-amerikanischer House-Musiker puerto-ricanischer Abstammung
- Morales, Diego (* 1979), mexikanischer Boxer im Superfliegengewicht
- Morales, Erik (* 1976), mexikanischer Boxer
- Morales, Esai (* 1962), US-amerikanischer Schauspieler
- Morales, Esy (1917–1950), puerto-ricanischer Musiker (Flöte, Orchesterleitung)
- Morales, Evo (* 1959), bolivianischer Politiker, Staatspräsident (2006–2019)Evo Morales (* 1959)

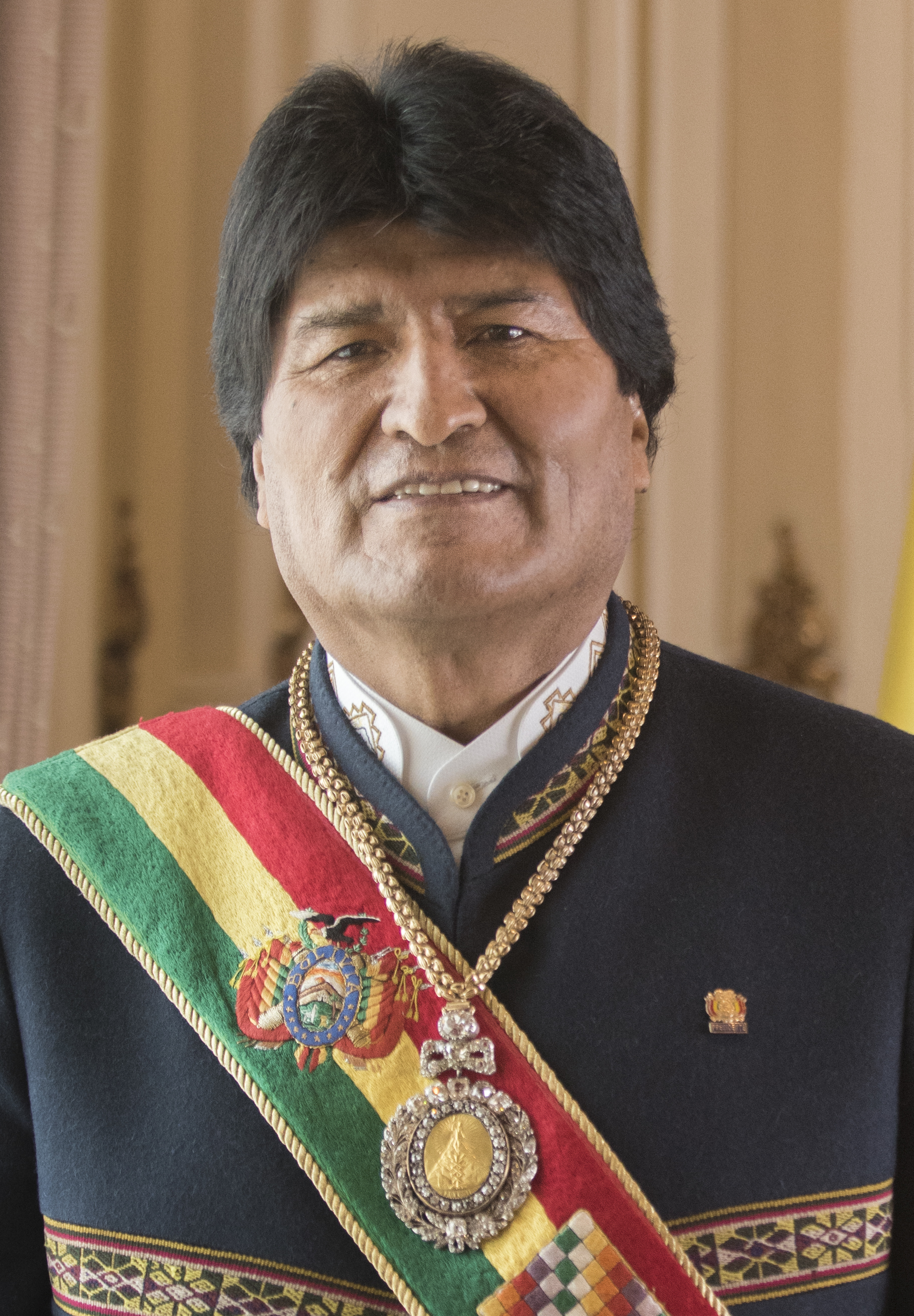
Evo Morales (* 1959)

- Morales, Ezequiel (* 1974), argentinischer Triathlet
- Morales, Fernando (* 1985), mexikanischer Fußballspieler
- Morales, Francisco Javier de (1696–1774), Gouverneur von Chile
- Morales, Francisco Tomás († 1845), spanischer Offizier in den venezolanischen Unabhängigkeitskriegen
- Morales, Heriberto (* 1975), mexikanischer Fußballspieler
- Morales, Horacio (1943–2021), argentinischer Fußballspieler
- Morales, Horacio (1943–2012), philippinischer Politiker und Wirtschaftswissenschaftler
- Morales, Iván (* 1999), chilenischer Fußballspieler
- Morales, Ivan junior (* 1981), brasilianischer Filmeditor und Filmemacher
- Morales, Jacobo (* 1934), puerto-ricanischer Filmemacher, Schauspieler und Schriftsteller
- Morales, Javier Martin (* 1995), spanischer Triathlet
- Morales, Jimmy (* 1969), guatemaltekischer Politiker
- Morales, Johnny (* 1983), guatemaltekischer Straßenradrennfahrer
- Morales, José (* 1901), mexikanischer Moderner Fünfkämpfer
- Morales, Juan (* 1909), mexikanischer Langstreckenläufer
- Morales, Juan (* 1948), kubanischer Hürdenläufer und Sprinter
- Morales, Juan (* 1949), kolumbianischer Radrennfahrer
- Morales, Juan Manuel (* 1988), uruguayischer Fußballspieler
- Morales, Juan Vicente (1956–2020), uruguayischer Fußballspieler
- Morales, Julio (1945–2022), uruguayischer Fußballspieler und -trainer
- Morales, Lucas (* 1994), uruguayischer Fußballspieler
- Morales, Luis (* 1997), uruguayischer Fußballspieler
- Morales, Luis Ángel (* 1992), mexikanischer Fußballspieler
- Morales, Luis de († 1586), spanischer Maler
- Morales, Manuel Inocente (1845–1919), salvadorianischer Politiker und Diplomat
- Morales, Marcelo (* 1966), argentinischer Fußballspieler
- Morales, Marcelo (* 2003), chilenischer Fußballspieler
- Morales, Mark (1968–2021), US-amerikanischer Rapper und Musikproduzent
- Morales, Martín (* 1978), uruguayischer Fußballspieler
- Morales, Massimo (* 1964), italienischer Fußballspieler und -trainer
- Morales, Maura (* 1973), kubanische Choreografin und Tänzerin
- Morales, Mauricio (* 2000), chilenischer Fußballspieler
- Morales, Melesio (1838–1908), mexikanischer Komponist
- Morales, Melissa (* 1990), guatemaltekische Tennisspielerin
- Morales, Memo (1937–2017), venezolanischer Sänger
- Morales, Michel (* 1966), deutscher Filmproduzent, Regisseur und Drehbuchautor
- Morales, Miguel Ramón († 1855), nicaraguanischer Director Supremo
- Morales, Mimi (* 1976), kolumbianische Schauspielerin
- Morales, Natalie (* 1985), US-amerikanische Schauspielerin kubanischer HerkunftNatalie Morales (* 1985)

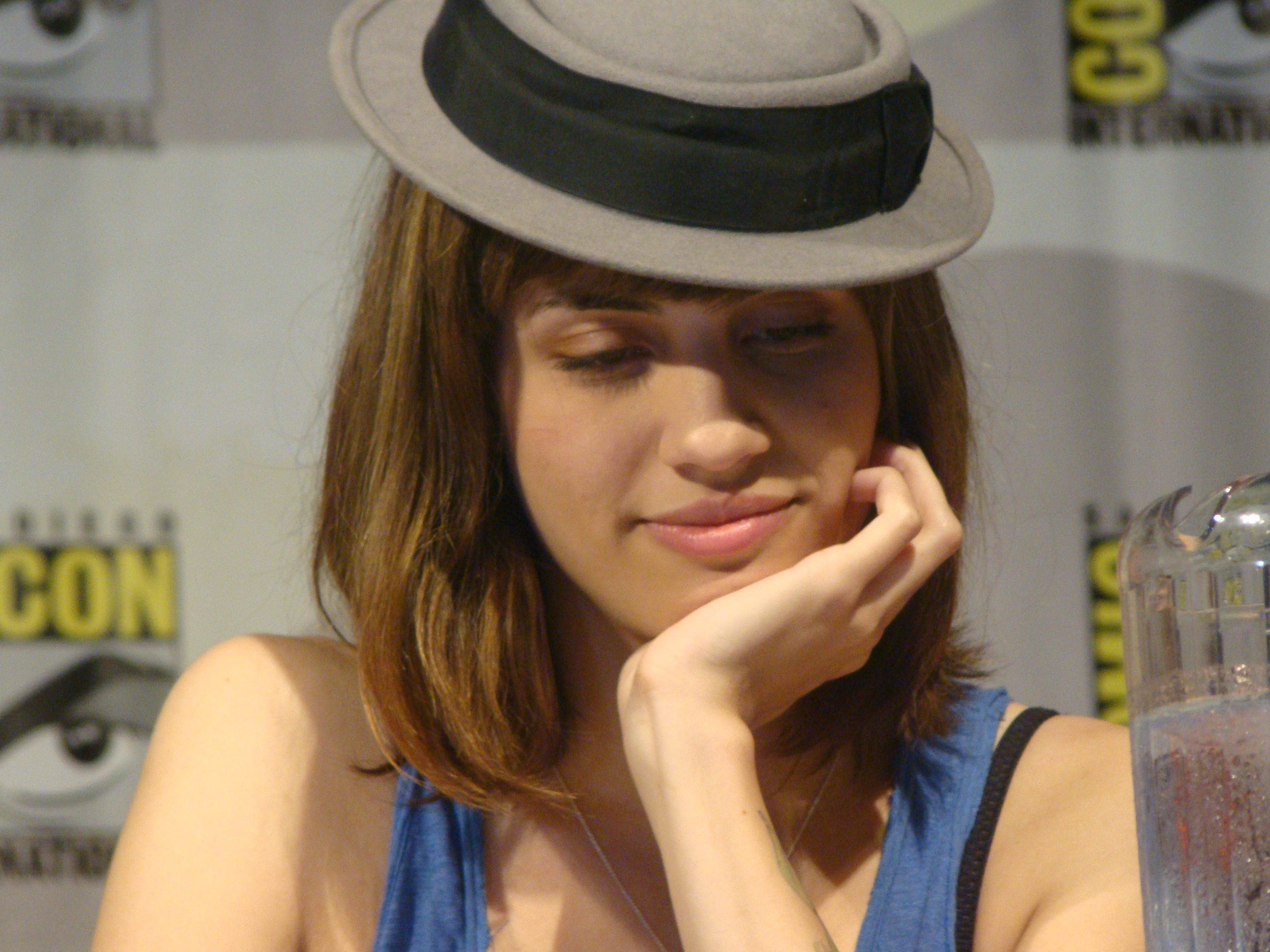
Natalie Morales (* 1985)

- Morales, Noro (1911–1964), puerto-ricanischer Mambo- und Rumbamusiker, Vorreiter des Latin Jazz
- Morales, Óscar (* 1975), uruguayischer Fußballspieler und -trainer
- Morales, Pablo (* 1964), US-amerikanischer Schwimmer
- Morales, Pedro (1942–2019), puerto-ricanischer WrestlerPedro Morales (1942–2019)

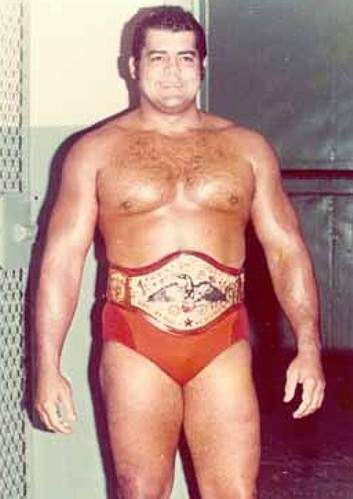
Pedro Morales (1942–2019)

- Morales, Peter, unitarischer Theologe und Geistlicher
- Morales, Ramón (* 1975), mexikanischer Fußballspieler
- Morales, Richard (* 1975), uruguayischer Fußballspieler
- Morales, Romel (* 1997), kolumbianischer Fußballspieler
- Morales, Saúl (1974–2000), spanischer Radrennfahrer
- Morales, Silinda Oneisi (* 2000), kubanische Diskuswerferin
- Morales, Sonia, peruanische Folkloresängerin
- Morales, Surella (* 1963), kubanische Sprinterin
- Morales, Tania (* 1986), mexikanische Fußballspielerin
- Morales, Tomás (1908–1994), spanischer Ordensgeistlicher (Jesuit)
- Morales, Víctor (1905–1938), chilenischer Fußballspieler
- Morales, Víctor (* 1943), ecuadorianischer Radrennfahrer
- Morales, Yayo (* 1967), bolivianischer Jazzmusiker (Schlagzeug, Komposition)
- Morales, Zoraida (1927–2004), kubanische Sopranistin
- Morales-Cañadas, Esther (* 1951), spanische Cembalistin und Musikwissenschaftlerin
- Moralez, Maximiliano (* 1987), argentinischer Fußballspieler
- Moralı, Hasan (* 1957), türkischer Fußballspieler
- Morali, Jacques (1947–1991), französischer MusikproduzentJacques Morali (1947–1991)

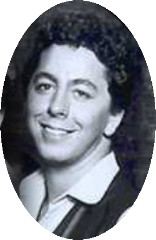
Jacques Morali (1947–1991)

- Moralioğlu, Erdem (* 1977), kanadischer Modedesigner britisch-türkischer Abstammung
- Moralis, Yannis (1916–2009), griechischer Maler
- Moraliswane, Josiah (1914–1996), traditioneller Führer und faktisches Staatsoberhaupt in Südwestafrika
- Moraller, Franz (1903–1986), deutscher Journalist und Politiker (NSDAP), MdR
- Moralt, Adam (1748–1811), deutscher Musiker
- Moralt, Jakob (1780–1820), deutscher Musiker
- Moralt, Johann Baptist (1777–1825), deutscher Violinist und Komponist
- Moralt, Joseph (1775–1855), deutscher Musiker und Dirigent
- Moralt, Rudolf (1902–1958), deutscher Dirigent
- Moralt, Willy (1884–1947), deutscher Genre- und Landschaftsmaler und Großneffe von Carl Spitzweg

### Moran
- Morán Aquino, Miguel Ángel (* 1955), salvadorianischer Geistlicher, römisch-katholischer Bischof von Santa Ana
- Moran, A. J., US-amerikanischer Filmschaffender
- Morán, Alberto (1922–1997), argentinischer Tangosänger
- Moran, Brad (* 1979), kanadischer Eishockeyspieler
- Moran, Caitlin (* 1975), britische Journalistin, Autorin und Feministin
- Moran, Carlos (* 1949), salvadorianischer Autorennfahrer
- Moran, Charles (1906–1978), US-amerikanischer Unternehmer und Autorennfahrer
- Morán, Chilo (1930–1999), mexikanischer Bandleader und Jazztrompeter
- Moran, Chloe (* 1998), australische Radrennfahrerin
- Moran, Chris (1956–2010), britischer Luftwaffengeneral
- Moran, Crissy (* 1975), US-amerikanische PornodarstellerinCrissy Moran (* 1975)

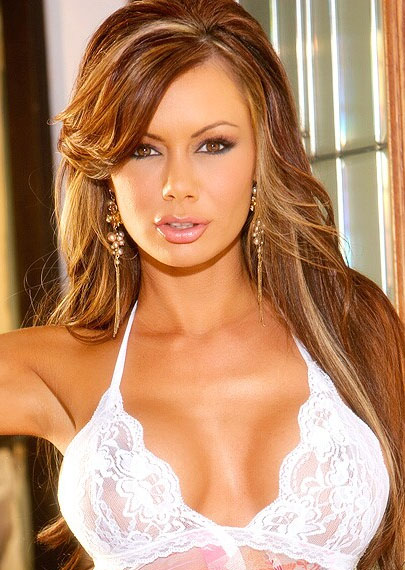
Crissy Moran (* 1975)

- Morán, David (* 1985), salvadorianischer Fußballschiedsrichterassistent
- Moran, Dolores (1926–1982), US-amerikanische Schauspielerin
- Moran, Doug (* 1934), schottischer Fußballspieler
- Moran, Dov (* 1956), israelischer Ingenieur, Erfinder und Geschäftsmann
- Moran, Dylan (* 1971), irischer Schauspieler und ComedianDylan Moran (* 1971)

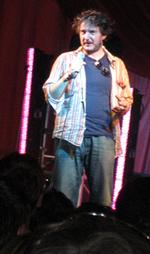
Dylan Moran (* 1971)

- Moran, Ed (* 1937), US-amerikanischer Mittelstreckenläufer
- Moran, Ed (* 1981), US-amerikanischer Langstreckenläufer
- Moran, Edward (1829–1901), US-amerikanischer Maler
- Moran, Edward C. (1894–1967), US-amerikanischer Politiker
- Moran, Eimear (* 1984), irische Radsportlerin
- Moran, Erin (1960–2017), US-amerikanische Kinderdarstellerin und Schauspielerin
- Moran, Frances Elizabeth (1889–1977), irische Juristin und Hochschullehrer
- Moran, Gayle (* 1943), US-amerikanische Fusionmusikerin (Keyboards, Gesang, Songwriting)
- Moran, George (1893–1957), Gang-Anführer in Chicago; Rivale von Al Capone
- Moran, George († 2002), US-amerikanischer Jazzmusiker
- Moran, Gussie (1923–2013), US-amerikanische Tennisspielerin
- Morán, Héctor (* 1962), uruguayischer Fußballspieler
- Moran, Hubert Maria (* 1946), österreichischer Autor
- Moran, Ian (* 1972), US-amerikanischer Eishockeyspieler
- Moran, Jackie (1923–1990), US-amerikanischer Schauspieler
- Moran, James (* 1943), US-amerikanischer Astrophysiker
- Moran, Jane (* 1985), australische Wasserballspielerin
- Moran, Jason (* 1975), US-amerikanischer Jazzmusiker (Piano, Komposition)Jason Moran (* 1975)

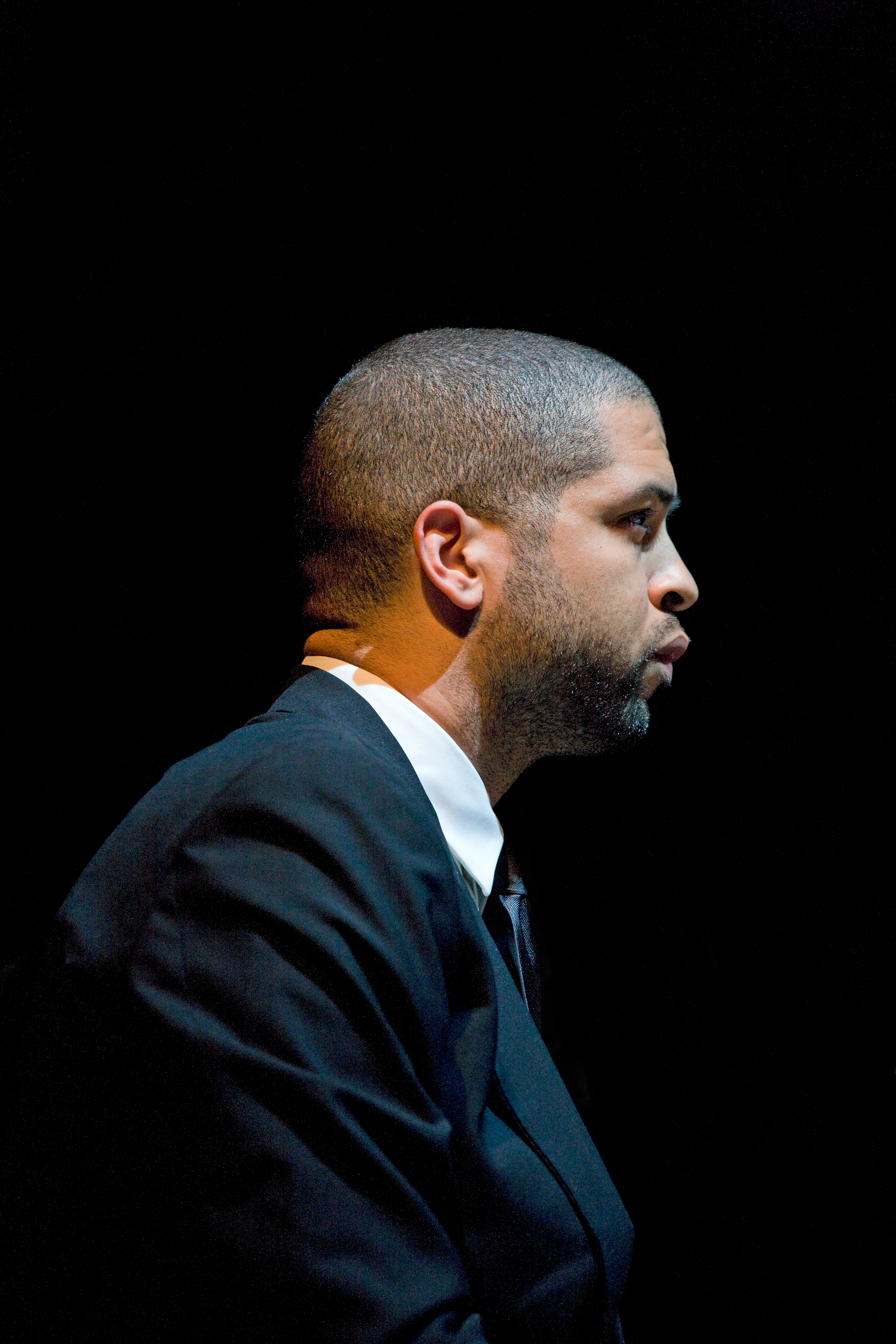
Jason Moran (* 1975)

- Moran, Jerry (* 1954), US-amerikanischer Politiker
- Moran, Jim (* 1945), US-amerikanischer Politiker
- Moran, Jim (* 1972), US-amerikanischer Freestyle-Skier
- Moran, Jimmy (1880–1951), US-amerikanischer Radrennfahrer
- Moran, Joe (* 1880), walisischer Fußballspieler
- Moran, Joe (1887–1937), irischer Fußballspieler
- Moran, Julie (* 1962), amerikanische Journalistin, Fernsehmoderatorin und Sportreporterin
- Moran, Kelly (1960–2010), US-amerikanischer Speedwayfahrer
- Moran, Kevin (* 1956), irischer Fußballspieler
- Moran, Kevin (* 1963), irischer Politiker
- Moran, Lawrence Patrick (1907–1970), australischer römisch-katholischer Geistlicher, Weihbischof in Melbourne
- Moran, Layla (* 1982), britische Politikerin (Liberal Democrats)
- Moran, Lois (1909–1990), US-amerikanische Bühnen- und Filmschauspielerin
- Moran, Marshall (1906–1992), US-amerikanischer Missionar
- Moran, Matt, US-amerikanischer Jazzmusiker (Vibraphon, Perkussion) und Arrangeur des Modern Creative
- Morán, Mercedes (* 1955), argentinische Schauspielerin
- Moran, Michael (1912–1983), irischer Politiker (Fianna Fáil)
- Moran, Mike (* 1948), britischer Musiker, Keyboarder, Komponist, Musikproduzent
- Moran, Naili (1908–1968), türkischer Basketballspieler
- Moran, Nancy (* 1954), amerikanische Biologin
- Moran, Nathaniel (* 1974), US-amerikanischer Politiker
- Moran, Nick (* 1969), britischer Schauspieler, Drehbuchautor und ProduzentNick Moran (* 1969)

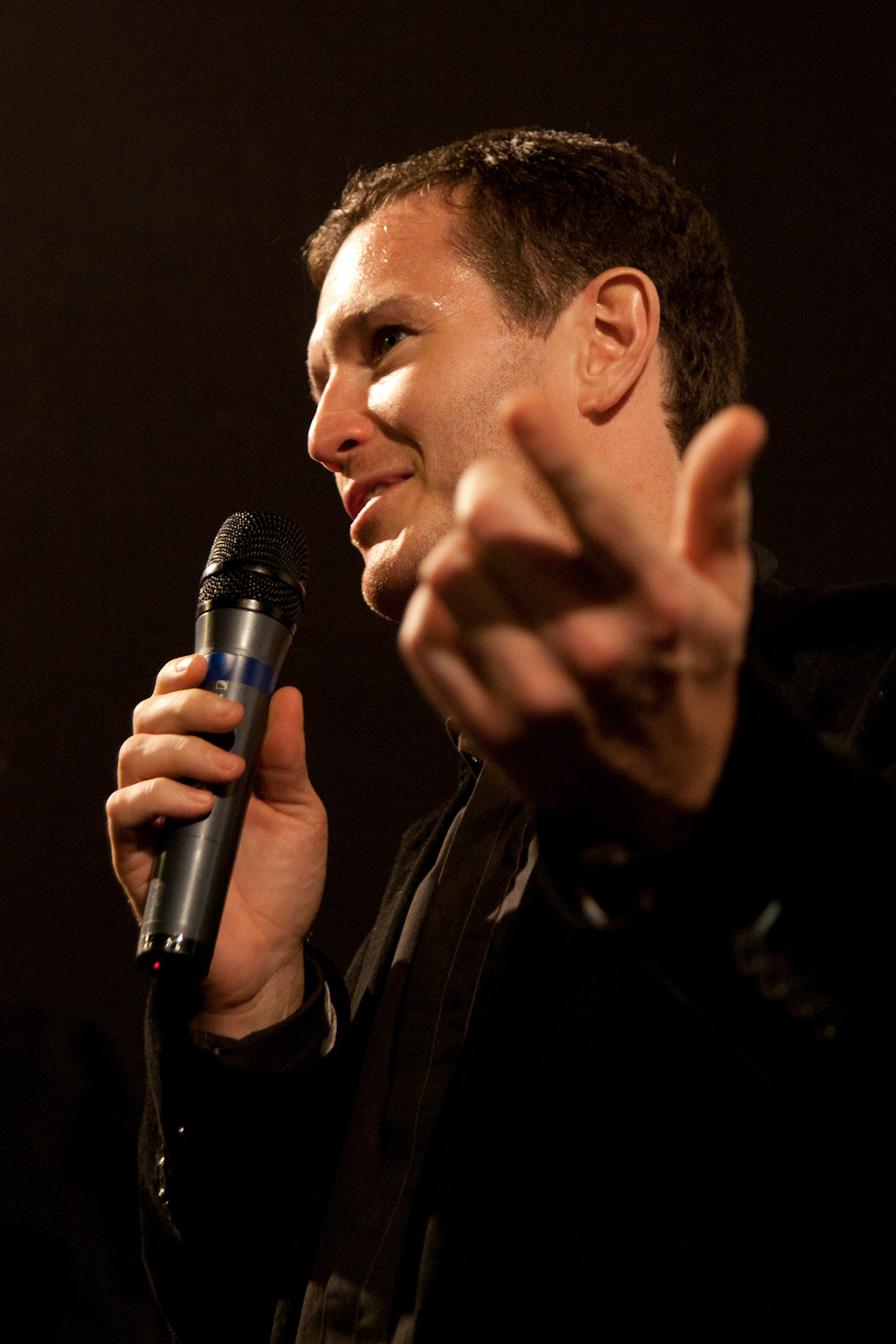
Nick Moran (* 1969)

- Moran, Owen (1884–1949), britischer Boxer im Federgewicht
- Morán, Paco (1930–2012), spanischer Schauspieler
- Morán, Paola (* 1997), mexikanische Leichtathletin
- Moran, Pat (* 1934), US-amerikanische Jazzpianistin
- Moran, Patrick Francis (1830–1911), irischer römisch-katholischer Geistlicher, Erzbischof von Sydney und Kardinal
- Moran, Pauline (* 1947), britische Schauspielerin
- Moran, Percy (1862–1935), US-amerikanischer Maler
- Moran, Percy (1886–1958), irischer Schauspieler
- Moran, Peter Antony (* 1935), schottischer Geistlicher, Altbischof von Aberdeen
- Moran, Polly (1883–1952), US-amerikanische Filmschauspielerin
- Moran, Robert (* 1937), US-amerikanischer Komponist
- Moran, Rocky junior (* 1980), US-amerikanischer Automobilrennfahrer
- Moran, Ronnie (1934–2017), englischer Fußballspieler und -trainer
- Morán, Roxana (* 1965), argentinische Tangosängerin
- Morán, Rubén (1930–1978), uruguayischer Fußballspieler
- Morán, Sandra (* 1961), guatemaltekische Politikerin (Partido Convergencia)
- Moran, Schlomo (* 1947), israelischer Informatiker
- Moran, Sean Anthony (* 1978), US-amerikanischer Schauspieler und Capoeirista
- Moran, Shawn (* 1961), US-amerikanischer Speedwayfahrer
- Moran, Steve (* 1961), englischer Fußballspieler
- Moran, Thomas (1837–1926), US-amerikanischer Maler der Hudson River SchoolThomas Moran (1837–1926)

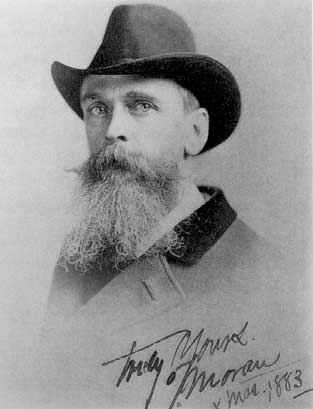
Thomas Moran (1837–1926)

- Morán, Victoria (* 1977), argentinische Tangosängerin
- Moran, Vincent (1932–2018), maltesischer Mediziner und Politiker
- Moran, William F., US-amerikanischer Admiral der US Navy
- Moran-Olden, Fanny (1855–1905), deutsche Opernsängerin (Sopran)
- Morana, Eleonora (* 1922), italienische Schauspielerin
- Morand, Blaise-Ernest (* 1932), kanadischer Geistlicher, emeritierter Bischof von Prince-Albert
- Morand, Charles Antoine (1771–1835), französischer General
- Morand, Herb (1905–1952), US-amerikanischer Trompeter des Oldtime Jazz
- Morand, Jean François Clément (1726–1784), französischer Chemiker, Mineraloge und Mediziner
- Morand, Joseph (1757–1813), französischer General in napoleonischen Diensten
- Morand, Max (1900–1990), französischer Physiker und Physikdidaktiker
- Morand, Paul (1888–1976), französischer Autor, Diplomat und Mitglied der Académie française
- Morand, Sauveur François (1697–1773), französischer Chirurg und Enzyklopädist
- Morand, Sylvester, britischer Schauspieler
- Morandat, Yvon (1913–1972), französischer Résistancekämpfer und Politiker, Staatssekretär
- Morandell, Peter Paul (1901–1976), österreichischer Maler
- Morandi Manzolini, Anna (1714–1774), italienische Anatomin und Wachsbildnerin
- Morandi, Alessandro, italienischer Linguist und Etruskologe
- Morandi, Antonio (1508–1568), italienischer Architekt
- Morandi, Bill (* 1983), Schweizer Chemiker
- Morandi, Fabrício (* 1981), brasilianischer Straßenradrennfahrer
- Morandi, Giacomo (* 1965), italienischer Geistlicher, römisch-katholischer Bischof von Reggio Emilia-Guastalla
- Morandi, Gianni (* 1944), italienischer Sänger und SchauspielerGianni Morandi (* 1944)

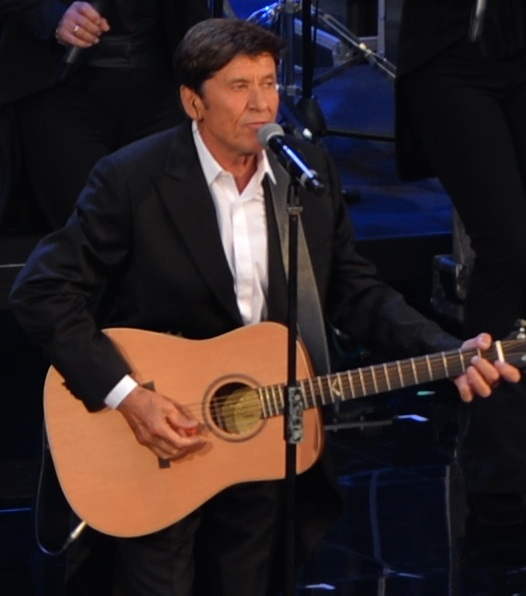
Gianni Morandi (* 1944)

- Morandi, Giorgio (1890–1964), italienischer Maler und Grafiker
- Morandi, Giotto (* 1999), Schweizer Fussballspieler
- Morandi, Giovanni (1777–1856), italienischer Komponist, Organist und Gesangslehrer
- Morandi, Giuseppe (1894–1977), italienischer Autorennfahrer
- Morandi, Guglielmo (1913–1999), italienischer Fernsehregisseur
- Morandi, Mauricio (* 1981), brasilianischer Radrennfahrer
- Morandi, Pier Giorgio (* 1958), italienischer Dirigent
- Morandi, Riccardo (1902–1989), italienischer Architekt und Bauingenieur
- Morandi, Rosa (1782–1824), italienische Opernsängerin (Sopran)
- Morandi, Santiago (* 1984), uruguayischer Fußballspieler
- Morandini, Giovanni Battista (1937–2024), italienischer Geistlicher, römisch-katholischer Erzbischof und Diplomat
- Morandini, Marcello (* 1940), italienischer Designer und Architekt
- Morando, Bernardo († 1600), Architekt, Bildhauer und Steinmetz
- Morando, Paolo († 1522), italienischer Maler
- Morandus († 1115), Mönch und Heiliger der katholischen Kirche
- Morani, Vincenzo (1809–1870), italienischer Maler
- Moranis, Rick (* 1953), kanadischer Schauspieler, Komödiant und MusikerRick Moranis (* 1953)

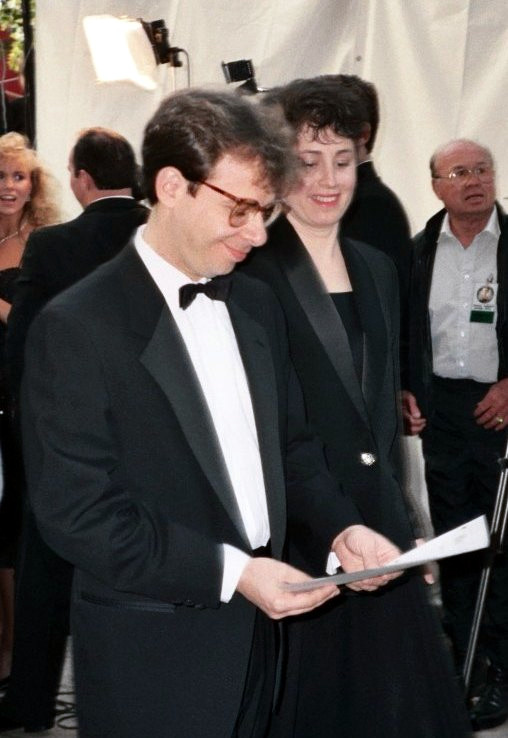
Rick Moranis (* 1953)

- Morano, Albert P. (1908–1987), US-amerikanischer Politiker
- Morano, Dominikus († 1785), Kaufmann, Anwalt und Subpraetor
- Morano, Emma (1899–2017), ältester lebender Mensch (2016 bis 2017), italienische Altersrekordlerin
- Morano, Francesco (1872–1968), Kurienkardinal der römisch-katholischen Kirche
- Morano, Magdalena (1847–1908), italienische Don-Bosco-Schwester und Lehrerin
- Morano, Marc (* 1968), US-amerikanischer konservativer Publizist
- Morano, Nadine (* 1963), französische Politikerin (UMP/LR), MdEP
- Morano, Pellegrino (* 1877), Mafioso
- Morant, Breaker (1864–1902), australischer Viehhändler, Reiter, Autor und Soldat
- Morant, George Soulié de (1878–1955), französischer Diplomat, Sinologe und Schriftsteller
- Morant, Ja (* 1999), US-amerikanischer Basketballspieler
- Morant, Joey († 2021), US-amerikanischer Jazzmusiker (Trompete, Horn)
- Morant, Johann (* 1986), französischer Eishockeyspieler
- Morant, Peter (1901–1974), Schweizer römisch-katholischer Theologe
- Morante Maldonado, Eloy (* 1998), deutscher Handballspieler
- Morante, Elsa (1912–1985), italienische Schriftstellerin
- Morante, Laura (* 1956), italienische SchauspielerinLaura Morante (* 1956)

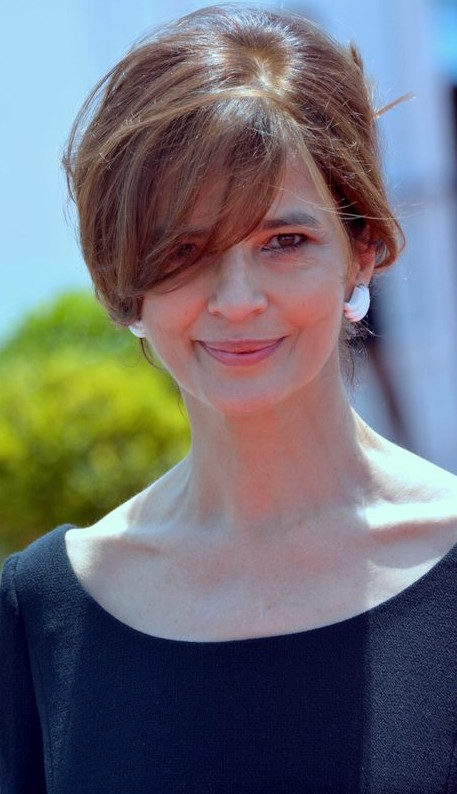
Laura Morante (* 1956)

- Moranville, Ernst Ludwig von (1754–1844), großherzoglich hessischer Generalleutnant und Diplomat

### Morao
- Morao Andreazza, Luis (* 1939), italienischer Ordensgeistlicher, emeritierter römisch-katholischer Bischof von Chalatenango
- Morao, Manuel (* 1929), spanischer Flamenco-Gitarrist

### Morap
- Morapeli, Alfonso Liguori (1929–1989), lesothischer Ordensgeistlicher, Erzbischof von Maseru

### Morar
- Morard de Galles, Justin Bonaventure (1741–1809), französischer Vizeadmiral und Politiker
- Morard, Antoine (1869–1941), Schweizer Politiker und Agrarfunktionär
- Morard, Paul (1879–1930), Schweizer Jurist und Politiker
- Morari, Natalia (* 1984), moldauische Journalistin und Mitorganisatorin von Protestaktionen gegen die Regierung
- Morariu, Ana Caterina (* 1980), rumänische Schauspielerin
- Morariu, Corina (* 1978), US-amerikanische Tennisspielerin
- Morariu, Octavian (* 1961), rumänischer Rugbyspieler und Sportfunktionär
- Morariu-Andriewicz, Sylvester (1818–1895), rumänischer Metropolit und österreichischer Politiker
- Moraru, Dumitru (* 1956), rumänischer Fußballspieler und -trainer
- Moraru, Gabriel (* 1982), rumänischer Tennisspieler
- Moraru, Marin (1937–2016), rumänischer Schauspieler
- Moraru, Mihail (1891–1953), rumänischer Politiker (PMR)

### Moras
- Moras, Bernard Blasius (* 1941), indischer Geistlicher, emeritierter römisch-katholischer Erzbischof von Bangalore
- Moras, Evangelos (* 1981), griechischer Fußballspieler
- Moras, Joachim (1902–1961), deutscher Romanist, Publizist und Übersetzer
- Moras, Karen (* 1954), australische Schwimmerin
- Moras, Narelle (* 1956), australische Schwimmerin
- Moras, Walter (1856–1925), deutscher Maler
- Moras, Wilfred Gregory (* 1969), indischer römisch-katholischer Geistlicher, Bischof von Jhansi
- Morasch, Johann Adam (1682–1734), deutscher Mediziner und Hochschullehrer
- Morasch, Karl (* 1963), deutscher Wirtschaftswissenschaftler
- Morasch, Michaela (1758–1826), deutsche Äbtissin
- Morass, Masaki (* 1979), japanischer Fußballtrainer
- Morassi, Alessandro, italienischer Bogenbiathlet
- Morassi, Andrea (* 1988), italienischer Skispringer
- Morassi, Gio Batta (1934–2018), italienischer Geigenbauer
- Morassi, Kestie (* 1978), australische Film- und Fernsehschauspielerin
- Morassi, Mauro (1925–1966), italienischer Filmregisseur
- Morast, Bernd (* 1949), deutscher Diplomat
- Morast, Nico (* 1985), deutscher Politiker (CDU)

### Morat
- Morat, Fabien (* 1981), französischer Badmintonspieler und Meeresbiologe
- Morat, Franz Armin (* 1943), deutscher Kunstsammler, Kunsthistoriker und Museumsgründer
- Morat, Franz jun. (1911–1986), international tätiger Unternehmer
- Morat, Johann Martin (1805–1867), deutscher Kunstmaler und Lithograf
- Morat, Lucile (* 2001), französische Skispringerin
- Morat, Philippe (* 1937), französischer Botaniker
- Morata, Álvaro (* 1992), spanischer FußballspielerÁlvaro Morata (* 1992)

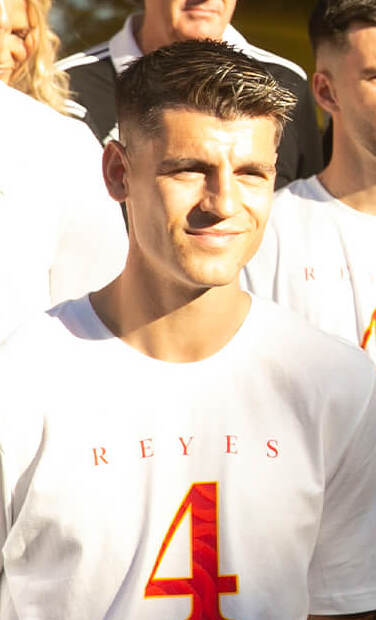
Álvaro Morata (* 1992)

- Morata, Ginés (* 1945), spanischer Entwicklungsbiologe
- Morata, Olympia Fulvia (1526–1555), italienische Dichterin und humanistische Gelehrte
- Morata, Ursula Micaela (1628–1703), spanische Nonne, Gründerin des Klosters in Alicante (Spanien)
- Moratelli, Angelica (* 1994), italienische Tennisspielerin
- Moratelli, Sebastiano († 1706), italienischer Sänger (Alt) und Barockkomponist
- Morath, Adelheid (* 1984), deutsche MountenbikerinAdelheid Morath (* 1984)

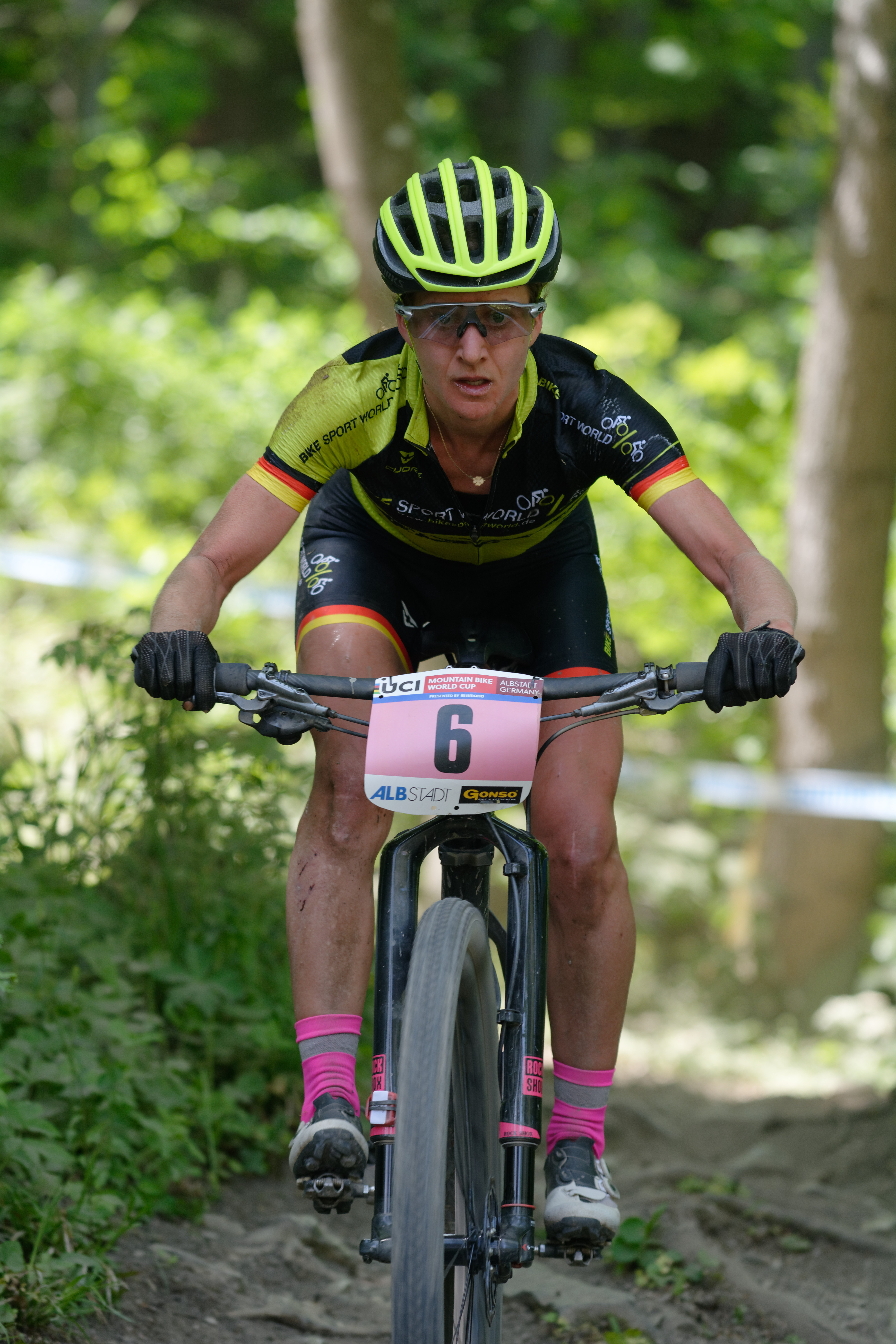
Adelheid Morath (* 1984)

- Morath, Albrecht (1880–1942), deutscher Staatsbeamter und Politiker (DVP), MdR
- Mörath, Edgar (1897–1969), österreichischer Ingenieur und Hochschullehrer
- Morath, Inge (1923–2002), österreichische Fotografin
- Morath, Johann Anton (1718–1783), deutscher Barockmaler
- Morath, Joseph Anton (1761–1831), deutscher Maler
- Morath, Oliver (* 1991), deutscher Volleyballspieler
- Morath, Walter (1918–1995), Schweizer Kabarettist
- Morath-Pusinelli, Petra (* 1967), deutsche Kirchenmusikerin und Hochschullehrerin
- Morath-Vogel, Wolfram (* 1956), deutscher Kunsthistoriker
- Moratinos, Miguel Ángel (* 1951), spanischer Diplomat, Jurist und Politiker
- Morato (* 2001), brasilianisch-portugiesischer Fußballspieler
- Morato, Nina (* 1966), französische Liedermacherin
- Moratón, José (* 1979), spanischer Fußballspieler
- Moratorio, Carlos (1929–2010), argentinischer Reiter
- Moratorio, Pablo (1897–1981), uruguayischer Politiker
- Moratti, Angelo (1909–1981), italienischer Unternehmer und Fußballfunktionär
- Moratti, Letizia (* 1949), italienische Unternehmerin und Politikerin
- Moratti, Massimo (* 1945), italienischer Unternehmer und Fußballfunktionär
- Moratti, Rudolf (1942–2000), österreichischer Bildhauer
- Moratz, Simon (* 1990), deutscher BMX-Radsportler
- Moratz, Steffen (* 1967), deutscher Hörspieldramaturg, -regisseur und -sprecher

### Morau
- Morau, Marcos (* 1982), spanischer Choreograf des modernen Balletts
- Moraud, Yves (1934–2014), französischer Romanist und Literaturwissenschaftler
- Morauskaitė, Modesta Justė (* 1995), litauische Leichtathletin
- Morauta, Mekere (1946–2020), papua-neuguineischer Politiker
- Moraux, Paul (1919–1985), belgischer Klassischer Philologe

### Morav
- Morava, Georg J. (1932–2012), tschechisch-österreichischer Schriftsteller und Literaturhistoriker
- Morava, Jack (1944–2025), US-amerikanischer MathematikerJack Morava (1944–2025)

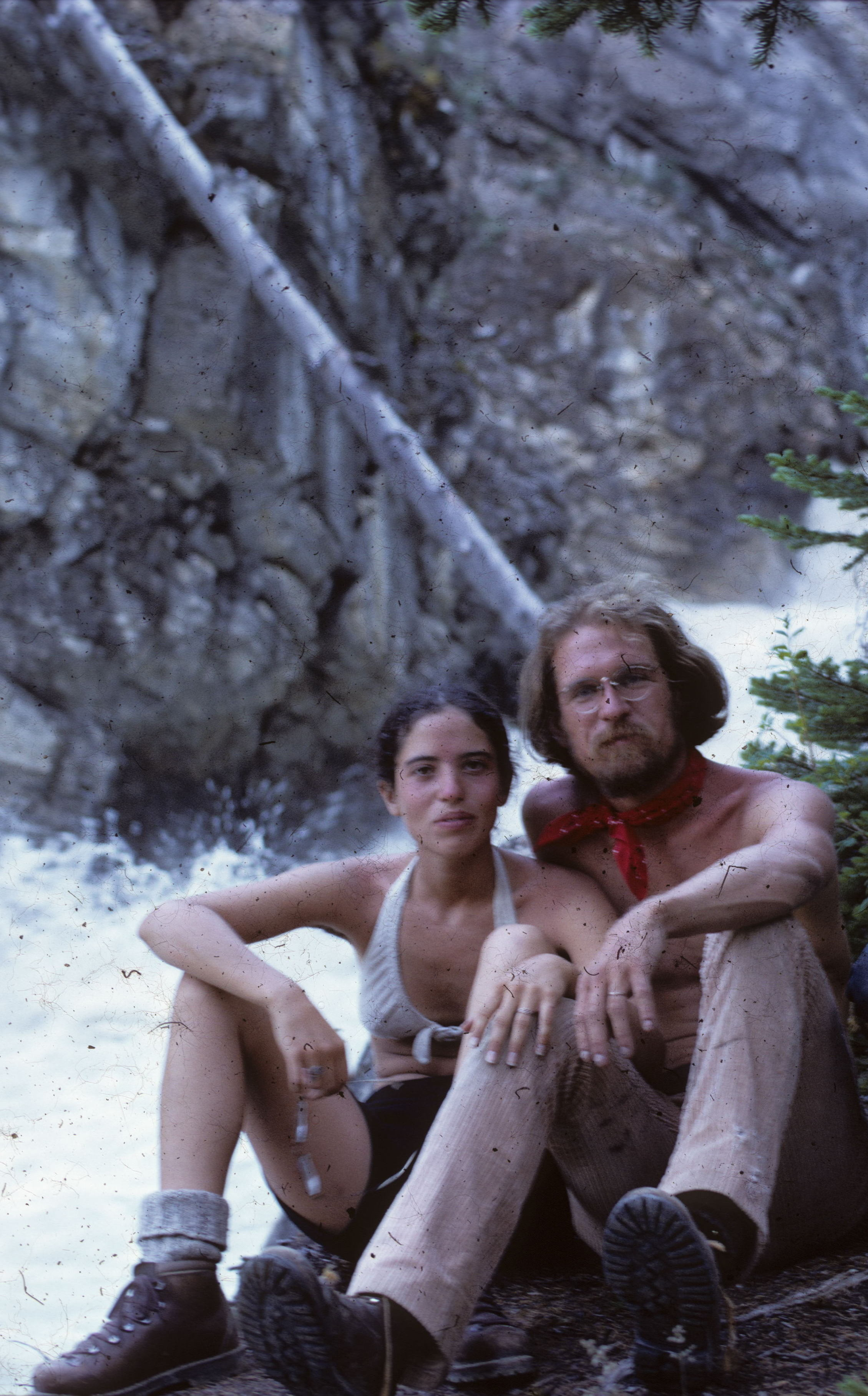
Jack Morava (1944–2025)

- Moravčík, Dušan (* 1948), tschechischer Hindernisläufer
- Moravčík, Jozef (* 1945), slowakischer Politiker
- Moravčík, Ľubomír (* 1965), slowakischer Fußballspieler
- Moravčíková, Zuzana (* 1956), tschechoslowakische Mittelstreckenläuferin
- Moravcová, Jana (1937–2018), tschechische Schriftstellerin und Dichterin
- Moravcová, Klára (* 1983), tschechische Biathletin
- Moravcová, Martina (* 1976), slowakische Schwimmerin
- Moravcsik, Andrew (* 1958), US-amerikanischer Politikwissenschaftler
- Moravcsik, Gyula (1892–1972), ungarischer Byzantinist
- Moravcsik, Julius Matthew Emil (1931–2009), US-amerikanischer Philosoph und Philosophiehistoriker
- Moravcsik, Michael J. (1928–1989), US-amerikanischer Physiker und Informationswissenschaftler
- Moravec, Andreas (* 1982), österreichischer Fernseh- und RadiomoderatorAndreas Moravec (* 1982)

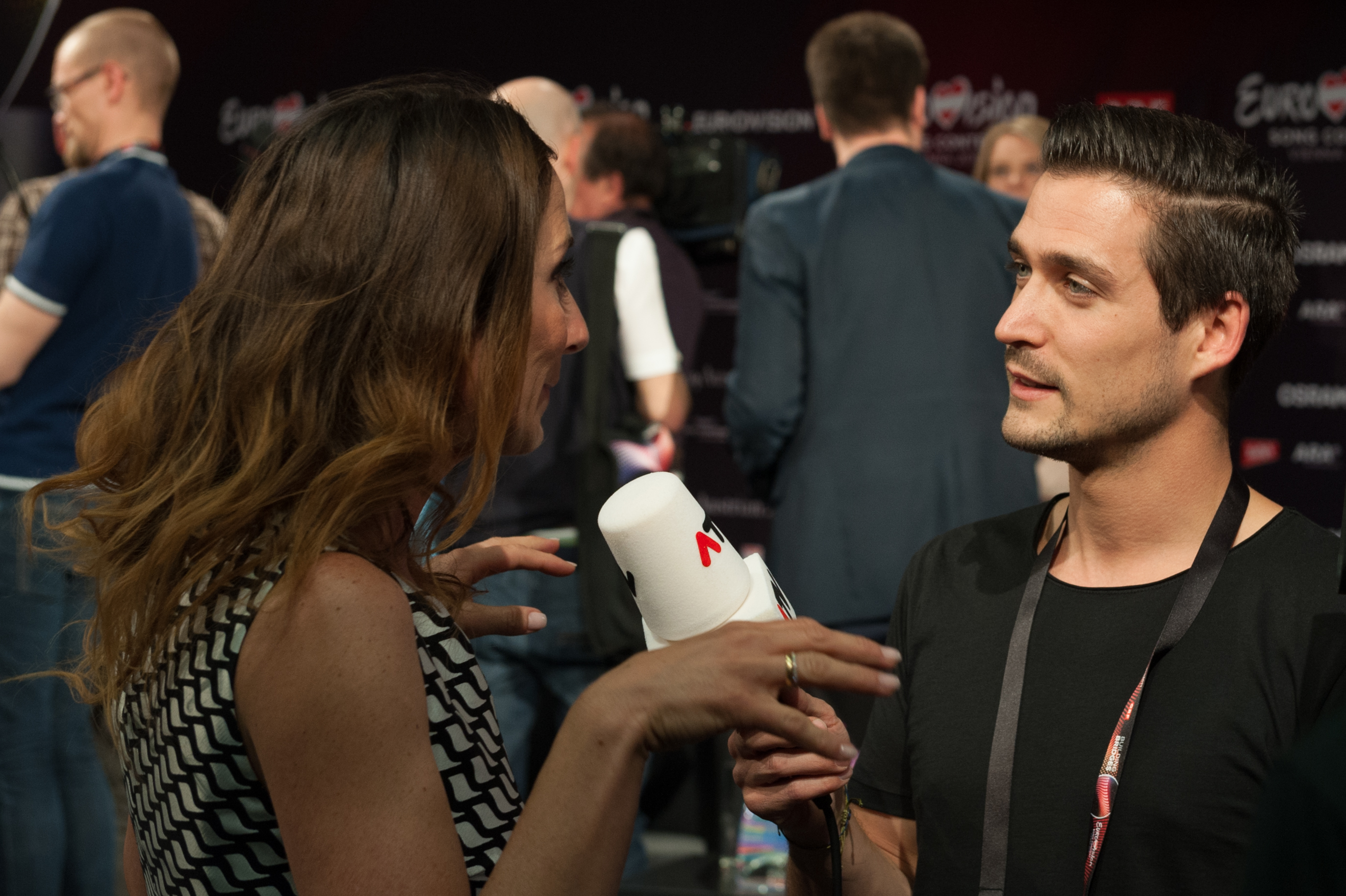
Andreas Moravec (* 1982)

- Moravec, David (* 1973), tschechischer Eishockeyspieler
- Moravec, Emanuel (1893–1945), tschechischer Militär, Buchautor und Kollaborateur
- Moravec, František (1895–1966), tschechoslowakischer Nachrichtendienstler
- Moravec, Fritz (1922–1997), österreichischer Alpinist
- Moravec, Hans (* 1948), kanadischer Robotik-Wissenschaftler
- Moravec, Ivan (1930–2015), tschechischer klassischer Pianist
- Moravec, Jan (* 1987), tschechischer Fußballspieler
- Moravec, Jessy (* 1990), Schweizer Schauspielerin
- Moravec, Michael (* 1964), österreichischer Journalist
- Moravec, Miloslav (* 1923), tschechoslowakischer Zehnkämpfer und Hürdenläufer
- Moravec, Ondřej (* 1984), tschechischer Biathlet
- Moravec, Paul (* 1957), US-amerikanischer Komponist und Hochschullehrer
- Moravec, Rosemary Dorothy (1946–2013), britisch-österreichische Musikwissenschaftlerin, Autorin und Komponistin
- Moravec, Vlastimil (1949–1986), tschechoslowakischer Radrennfahrer
- Moravec, Zdeněk (* 1968), tschechischer Astronom
- Morávek, Augustín (* 1901), slowakischer Politiker
- Morávek, Jan (1887–1960), tschechischer Historiker und Archivar
- Morávek, Jan (1888–1958), tschechischer Schriftsteller und Journalist
- Morávek, Jan (* 1989), tschechischer Fußballspieler
- Moravek, Karl (1911–1943), nationalsozialistischer Rassentheoretiker
- Morávek, Václav (1904–1942), tschechoslowakischer General und Widerstandskämpfer
- Moravetz, Bruno (1921–2013), deutscher Sportreporter
- Moravetz, József (1911–1990), rumänischer Fußballspieler
- Moravia, Alberto (1907–1990), italienischer Schriftsteller und Politiker, MdEPAlberto Moravia (1907–1990)

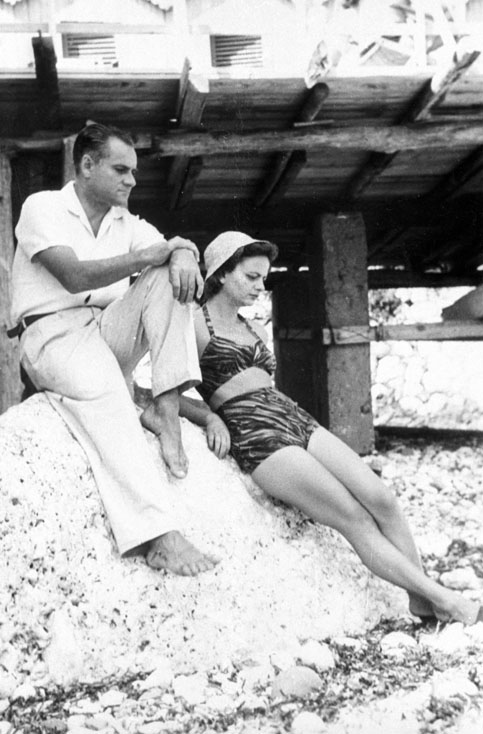
Alberto Moravia (1907–1990)

- Moravia, William de, 1. Earl of Sutherland, schottischer Magnat
- Morávková, Dana (* 1971), tschechische Schauspielerin
- Morávková-Zeleníková, Dominika (* 1990), slowakische Schauspielerin

### Moraw
- Moraw, Fabian (* 1998), deutscher Schauspieler
- Moraw, Peter (1935–2013), deutscher Historiker
- Moraw, Susanne (* 1965), deutsche Klassische Archäologin
- Morawe, Bodo (* 1938), deutscher Rundfunkkorrespondent
- Morawe, Henriette (* 2001), deutsche Filmschauspielerin
- Morawe, Petra (* 1953), deutsche Bürgerrechtlerin
- Morawe, Uwe (* 1966), deutscher Kommentator
- Morawe, Walter (* 1929), deutscher Maschinenschlosser und Mitglied der Volkskammer der DDR
- Morawec, Ernst (1894–1980), österreichischer Violinist, Bratschist und Musikpädagoge
- Moraweck, Lucien (1901–1973), französischer Jazz-Pianist, Arrangeur und Filmkomponist französischer Herkunft
- Moráwek, Carl Gottlob (1816–1896), deutscher Heimatforscher und Volksbildner
- Morawek-Hollensteiner, Marianne (* 1983), österreichische Judoka
- Morawetz, Carl, österreichischer Uhrmacher und Erfinder
- Morawetz, Cathleen Synge (1923–2017), kanadisch-US-amerikanische Mathematikerin
- Morawetz, Franz (1872–1924), österreichischer Uhrmacher und Erfinder
- Morawetz, Oskar (1917–2007), kanadischer Komponist
- Morawetz, Sieghard (1903–1993), österreichischer Geograph
- Morawetz, Silvia (* 1954), deutsche literarische Übersetzerin
- Morawetz, Victor (1859–1938), amerikanischer Jurist und Eisenbahnmanager
- Morawetz, Wilfried (1951–2007), österreichischer Botaniker
- Morawetz-Dierkes, Leopoldine von (1857–1933), österreichisch-tschechoslowakische Schriftstellerin und Reisende
- Morawiec, Lilianna (* 1961), polnische Eisschnellläuferin
- Morawiecka, Bronisława (1926–2016), polnische Biochemikerin und Hochschullehrerin
- Morawiecki, Jarosław (* 1964), polnischer Eishockeyspieler und -trainer
- Morawiecki, Kornel (1941–2019), polnischer Politiker und Hochschullehrer
- Morawiecki, Mateusz (* 1968), polnischer Bankmanager und Politiker (PiS)Mateusz Morawiecki (* 1968)

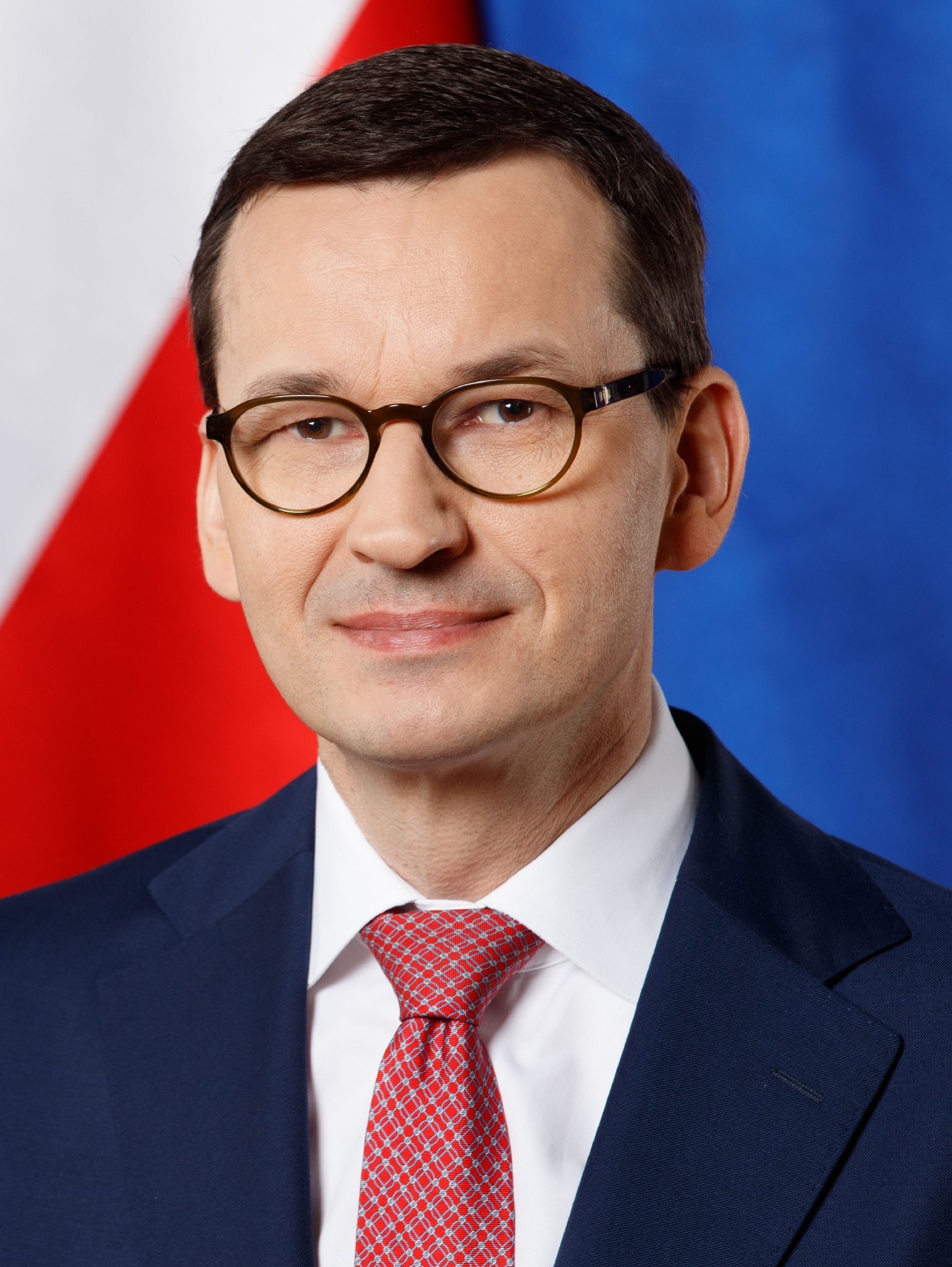
Mateusz Morawiecki (* 1968)

- Morawiecz, Barbara (1938–2017), deutsche Theater- und Filmschauspielerin
- Morawietz, Kurt (1930–1994), deutscher Schriftsteller
- Morawietz, Marie-Luise (1932–2014), deutsche Politikerin und Landtagsabgeordnete (SPD)
- Morawietz, Melanie (* 1971), deutsche Politikerin (CDU), MdBB
- Morawietz, Nina (* 1987), deutsche Schriftstellerin, Illustratorin und Grafikdesignerin
- Morawitz, Georg (* 1923), deutscher Fußballspieler
- Morawitz, Hans (1893–1966), österreichischer Politiker (SDAP), MdL (Burgenland und Niederösterreich), Abgeordneter zum Nationalrat
- Morawitz, Markus (* 1978), österreichischer Westernreiter
- Morawitz, Paul (1879–1936), deutscher Internist und Physiologe, Begründer der Blutgerinnungslehre
- Morawitzky, Johann Carl von (1711–1782), preußischer Landrat
- Morawitzky, Theodor Heinrich Topor von (1735–1810), bayerischer Verwaltungsbeamter und Staatsminister
- Morawska, Anna (1922–1972), polnische Publizistin, Übersetzerin und Schriftstellerin
- Morawska, Lidia (* 1952), polnisch-australische Physikerin
- Morawski, Adam (* 1994), polnischer Handballspieler
- Morawski, Franciszek (1783–1861), polnischer General und Schriftsteller
- Morawski, Franciszek von (1868–1938), polnischer Gutsbesitzer, Publizist und Politiker, MdR, Mitglied des Sejm
- Morawski, Jerzy (1918–2012), polnischer Politiker, Mitglied des Sejm (PZPR), Botschafter im Vereinigten Königreich
- Morawski, Kazimierz (1852–1925), polnischer Altphilologe, Historiker und Übersetzer
- Morawski, Piotr (1976–2009), polnischer Bergsteiger
- Morawski-Dąbrowa, Eugeniusz (1876–1948), polnischer Komponist
- Morawsky, Erich (1890–1958), deutscher Filmproduzent und Filmfirmenmanager
- Morawskyj, Iwan (* 1992), ukrainischer Biathlet
- Morawskyj, Wolodymyr (* 1989), ukrainischer Biathlet

### Morax
- Morax, Jean (1869–1939), Schweizer Maler
- Morax, René (1873–1963), Schweizer Dramatiker, Inszenator und Theaterleiter
- Morax, Victor (1866–1935), Schweizer Augenarzt

### Moray
- Moray, Ceren (* 1985), türkische Schauspielerin
- Moray, Dhana, deutsche Moderatorin, Songtexterin, Programmansagerin und Synchronsprecherin
- Moray, Gilbert of, schottischer Geistlicher
- Moray, John Randolph, 3. Earl of (1306–1346), schottischer Adliger
- Moray, Maurice, 1. Earl of Strathearn († 1346), schottischer Adliger
- Moray, Robert († 1673), Offizier und Politiker
- Morayma (1467–1493), Ehefrau des Emirs von Granada
- Morayta, Miguel (1907–2013), spanischer Filmregisseur und Drehbuchautor des mexikanischen Films

### Moraz
- Moraz, Patrick (* 1948), schweizerischer Musiker
- Moraza Ruiz de Azúa, Jesús (* 1945), spanischer Ordensgeistlicher, emeritierter Prälat von Lábrea
- Moraza, Mateo Benigno de (1817–1878), spanischer Politiker
- Morazán Quezada, José Francisco (1792–1842), zentralamerikanischer Präsident
- Morazzo, Yolanda (1927–2009), kap-verdische Schriftstellerin
- Morazzone, Pier Francesco (* 1573), italienischer Maler
- Morazzoni, Marta (* 1950), italienische Schriftstellerin